# Bispo (xadrez)
O Bispo é uma peça menor do xadrez ocidental de valor aproximado de três peões. Movimenta-se em diagonal, não podendo pular peças intervenientes, e captura tomando o lugar ocupado pela peça adversária. Devido às características de seu movimento tem a deficiência da fraqueza da cor onde seu movimento fica limitado à cor da casa de onde inicia a partida.
Inicialmente, o bispo não fazia parte do Chaturanga e de seu sucessor árabe Xatranje - jogos de tabuleiro orientais que teriam originado o xadrez - tendo sido incluído no jogo somente por volta do século XII, já na Europa. Seu antecessor, o alfil tinha seu nome ligado a palavra Elefante e os historiadores indicam que a mudança do nome decorreu da influência da Igreja Católica na Idade Média e da semelhança da peça abstrata árabe com a mitra utilizada pelos bispos na época.
Na fase de abertura os bispos desempenham funções de defesa dos peões ao centro e no conceito hipermoderno são flanqueados de modo a atacar o centro à distância. No meio-jogo e final seu valor aumenta à medida que as posições tornam-se mais abertas embora não tanto se o jogador não possuir o par. Estudos de finais envolvendo o bispo são amplamente estudados resultando normalmente em um empate quando de cores opostas ou uma vitória caso exista um peão passado cuja casa de promoção seja da cor do bispo e o Rei possa proteger o peão até à sétima fileira.

## Evolução e etimologia

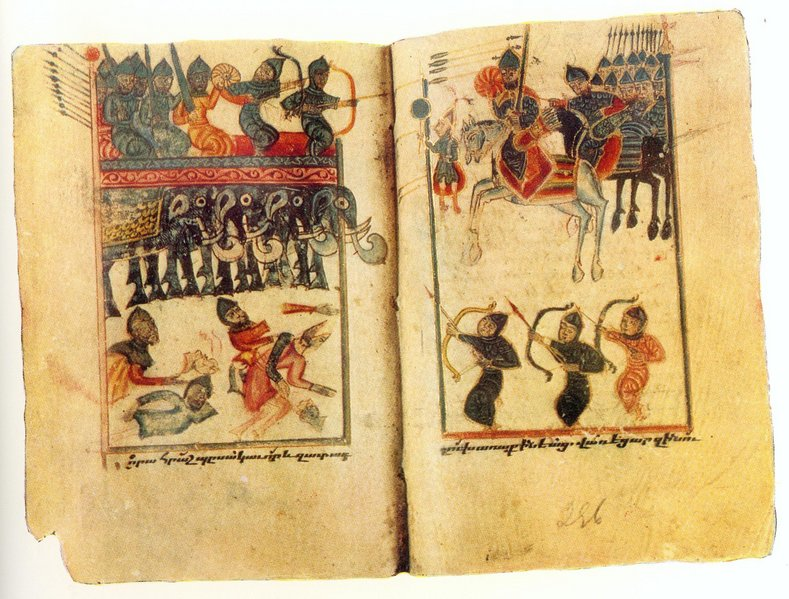
Uma miniatura medieval armena representando elefantes de guerra sassânidas na Batalha de Avarair

O predecessor do bispo no Xatranje era o Alfil ou Pīl, que podia se mover duas casas em diagonal, pulando a primeira mesmo quando esta estava ocupada. Como consequência, cada Alfil ficava restrito a oito casas do tabuleiro e não podia atacar o Alfil adversário. O Bispo moderno surgiu primeiro por volta do século XII no Xadrez Courier. Uma peça com este movimento, chamada cocatriz ou crocodilo era parte do Grande Acedrez no livro de jogo compilado em 1283 pelo Rei Afonso X de Castela. O jogo é atribuído como de origem indiana, até então um termo vago.
Aproximadamente meio século depois, Muḥammad ibn Maḥmud al-Āmulī em seu livro Tesouros da ciência descreve uma forma de xadrez expandida com duas peças que "moviam-se como a torre porém obliquamente".  Tal peça era denominada dabbaba, o nome empregado para um telhado portátil utilizado por soldados atacando uma muralha protegida por arqueiros, líquidos fervendo, e outros artefatos militares utilizados pelos defensores. Dois livros do final do século XV descrevem a nova movimentação do Bispo: o Libre Del jochs partits dels schachs em nombre de 100 de Francesc Vicent, perdido em  1811 durante um saque dos soldados de Napoleão ao Mosteiro de Montserrat, e o Repetición de amores e arte Del axedres com CL iuegos de partido de Luiz Ramíriz de Lucena, impresso na cidade de Salamanca e dedicado ao recém falecido príncipe Don Juan, filho de Fernando e Isabel de Castela. Ao invés de se mover pulando somente uma casa, poderia percorrer o caminho diagonal desde que seu caminho não estivesse impedido.
A origem do nome é obscura. Acredita-se que tenha sido provocada pelo formato abstrato do Pīl, com duas protuberâncias no topo, que originalmente simbolizavam as presas de um elefante, fizesse lembrar a mitra dos bispos. A tradução do nome da peça a partir do árabe, diferente das outras peças, não foi homogênea. Na Espanha, influenciada diretamente pelos árabes, se reteve o nome original "Alfil", enquanto na Itália foi modificado para Alfiere, com o significado de porta-estandarte. Na França a peça foi nomeada inicialmente como Aufin e posteriormente como Fou, com o significado de bobo da corte, que permanece até a atualidade. Na Alemanha e Dinamarca a peça é empregada com o significado de corredor, Läufer e Looper, respectivamente. Em países sob influência nórdica, a peça adquiriu o significado de Bispo, o que provavelmente teve influência da posição da peça ao lado do Rei no tabuleiro e o status da Igreja como principal conselheira da monarquia.

## Movimento e valor relativo
|   | a | b | c | d | e | f | g | h |   |
| 8 | a8 black circle · b7 black circle · h7 black circle · c6 black circle · g6 black circle · d5 black circle · f5 black circle · e4 preto bispo · d3 black circle · f3 black circle · c2 black circle · g2 black circle · b1 black circle · h1 black circle | a8 black circle · b7 black circle · h7 black circle · c6 black circle · g6 black circle · d5 black circle · f5 black circle · e4 preto bispo · d3 black circle · f3 black circle · c2 black circle · g2 black circle · b1 black circle · h1 black circle | a8 black circle · b7 black circle · h7 black circle · c6 black circle · g6 black circle · d5 black circle · f5 black circle · e4 preto bispo · d3 black circle · f3 black circle · c2 black circle · g2 black circle · b1 black circle · h1 black circle | a8 black circle · b7 black circle · h7 black circle · c6 black circle · g6 black circle · d5 black circle · f5 black circle · e4 preto bispo · d3 black circle · f3 black circle · c2 black circle · g2 black circle · b1 black circle · h1 black circle | a8 black circle · b7 black circle · h7 black circle · c6 black circle · g6 black circle · d5 black circle · f5 black circle · e4 preto bispo · d3 black circle · f3 black circle · c2 black circle · g2 black circle · b1 black circle · h1 black circle | a8 black circle · b7 black circle · h7 black circle · c6 black circle · g6 black circle · d5 black circle · f5 black circle · e4 preto bispo · d3 black circle · f3 black circle · c2 black circle · g2 black circle · b1 black circle · h1 black circle | a8 black circle · b7 black circle · h7 black circle · c6 black circle · g6 black circle · d5 black circle · f5 black circle · e4 preto bispo · d3 black circle · f3 black circle · c2 black circle · g2 black circle · b1 black circle · h1 black circle | a8 black circle · b7 black circle · h7 black circle · c6 black circle · g6 black circle · d5 black circle · f5 black circle · e4 preto bispo · d3 black circle · f3 black circle · c2 black circle · g2 black circle · b1 black circle · h1 black circle | 8 |
| 7 | a8 black circle · b7 black circle · h7 black circle · c6 black circle · g6 black circle · d5 black circle · f5 black circle · e4 preto bispo · d3 black circle · f3 black circle · c2 black circle · g2 black circle · b1 black circle · h1 black circle | a8 black circle · b7 black circle · h7 black circle · c6 black circle · g6 black circle · d5 black circle · f5 black circle · e4 preto bispo · d3 black circle · f3 black circle · c2 black circle · g2 black circle · b1 black circle · h1 black circle | a8 black circle · b7 black circle · h7 black circle · c6 black circle · g6 black circle · d5 black circle · f5 black circle · e4 preto bispo · d3 black circle · f3 black circle · c2 black circle · g2 black circle · b1 black circle · h1 black circle | a8 black circle · b7 black circle · h7 black circle · c6 black circle · g6 black circle · d5 black circle · f5 black circle · e4 preto bispo · d3 black circle · f3 black circle · c2 black circle · g2 black circle · b1 black circle · h1 black circle | a8 black circle · b7 black circle · h7 black circle · c6 black circle · g6 black circle · d5 black circle · f5 black circle · e4 preto bispo · d3 black circle · f3 black circle · c2 black circle · g2 black circle · b1 black circle · h1 black circle | a8 black circle · b7 black circle · h7 black circle · c6 black circle · g6 black circle · d5 black circle · f5 black circle · e4 preto bispo · d3 black circle · f3 black circle · c2 black circle · g2 black circle · b1 black circle · h1 black circle | a8 black circle · b7 black circle · h7 black circle · c6 black circle · g6 black circle · d5 black circle · f5 black circle · e4 preto bispo · d3 black circle · f3 black circle · c2 black circle · g2 black circle · b1 black circle · h1 black circle | a8 black circle · b7 black circle · h7 black circle · c6 black circle · g6 black circle · d5 black circle · f5 black circle · e4 preto bispo · d3 black circle · f3 black circle · c2 black circle · g2 black circle · b1 black circle · h1 black circle | 7 |
| 6 | a8 black circle · b7 black circle · h7 black circle · c6 black circle · g6 black circle · d5 black circle · f5 black circle · e4 preto bispo · d3 black circle · f3 black circle · c2 black circle · g2 black circle · b1 black circle · h1 black circle | a8 black circle · b7 black circle · h7 black circle · c6 black circle · g6 black circle · d5 black circle · f5 black circle · e4 preto bispo · d3 black circle · f3 black circle · c2 black circle · g2 black circle · b1 black circle · h1 black circle | a8 black circle · b7 black circle · h7 black circle · c6 black circle · g6 black circle · d5 black circle · f5 black circle · e4 preto bispo · d3 black circle · f3 black circle · c2 black circle · g2 black circle · b1 black circle · h1 black circle | a8 black circle · b7 black circle · h7 black circle · c6 black circle · g6 black circle · d5 black circle · f5 black circle · e4 preto bispo · d3 black circle · f3 black circle · c2 black circle · g2 black circle · b1 black circle · h1 black circle | a8 black circle · b7 black circle · h7 black circle · c6 black circle · g6 black circle · d5 black circle · f5 black circle · e4 preto bispo · d3 black circle · f3 black circle · c2 black circle · g2 black circle · b1 black circle · h1 black circle | a8 black circle · b7 black circle · h7 black circle · c6 black circle · g6 black circle · d5 black circle · f5 black circle · e4 preto bispo · d3 black circle · f3 black circle · c2 black circle · g2 black circle · b1 black circle · h1 black circle | a8 black circle · b7 black circle · h7 black circle · c6 black circle · g6 black circle · d5 black circle · f5 black circle · e4 preto bispo · d3 black circle · f3 black circle · c2 black circle · g2 black circle · b1 black circle · h1 black circle | a8 black circle · b7 black circle · h7 black circle · c6 black circle · g6 black circle · d5 black circle · f5 black circle · e4 preto bispo · d3 black circle · f3 black circle · c2 black circle · g2 black circle · b1 black circle · h1 black circle | 6 |
| 5 | a8 black circle · b7 black circle · h7 black circle · c6 black circle · g6 black circle · d5 black circle · f5 black circle · e4 preto bispo · d3 black circle · f3 black circle · c2 black circle · g2 black circle · b1 black circle · h1 black circle | a8 black circle · b7 black circle · h7 black circle · c6 black circle · g6 black circle · d5 black circle · f5 black circle · e4 preto bispo · d3 black circle · f3 black circle · c2 black circle · g2 black circle · b1 black circle · h1 black circle | a8 black circle · b7 black circle · h7 black circle · c6 black circle · g6 black circle · d5 black circle · f5 black circle · e4 preto bispo · d3 black circle · f3 black circle · c2 black circle · g2 black circle · b1 black circle · h1 black circle | a8 black circle · b7 black circle · h7 black circle · c6 black circle · g6 black circle · d5 black circle · f5 black circle · e4 preto bispo · d3 black circle · f3 black circle · c2 black circle · g2 black circle · b1 black circle · h1 black circle | a8 black circle · b7 black circle · h7 black circle · c6 black circle · g6 black circle · d5 black circle · f5 black circle · e4 preto bispo · d3 black circle · f3 black circle · c2 black circle · g2 black circle · b1 black circle · h1 black circle | a8 black circle · b7 black circle · h7 black circle · c6 black circle · g6 black circle · d5 black circle · f5 black circle · e4 preto bispo · d3 black circle · f3 black circle · c2 black circle · g2 black circle · b1 black circle · h1 black circle | a8 black circle · b7 black circle · h7 black circle · c6 black circle · g6 black circle · d5 black circle · f5 black circle · e4 preto bispo · d3 black circle · f3 black circle · c2 black circle · g2 black circle · b1 black circle · h1 black circle | a8 black circle · b7 black circle · h7 black circle · c6 black circle · g6 black circle · d5 black circle · f5 black circle · e4 preto bispo · d3 black circle · f3 black circle · c2 black circle · g2 black circle · b1 black circle · h1 black circle | 5 |
| 4 | a8 black circle · b7 black circle · h7 black circle · c6 black circle · g6 black circle · d5 black circle · f5 black circle · e4 preto bispo · d3 black circle · f3 black circle · c2 black circle · g2 black circle · b1 black circle · h1 black circle | a8 black circle · b7 black circle · h7 black circle · c6 black circle · g6 black circle · d5 black circle · f5 black circle · e4 preto bispo · d3 black circle · f3 black circle · c2 black circle · g2 black circle · b1 black circle · h1 black circle | a8 black circle · b7 black circle · h7 black circle · c6 black circle · g6 black circle · d5 black circle · f5 black circle · e4 preto bispo · d3 black circle · f3 black circle · c2 black circle · g2 black circle · b1 black circle · h1 black circle | a8 black circle · b7 black circle · h7 black circle · c6 black circle · g6 black circle · d5 black circle · f5 black circle · e4 preto bispo · d3 black circle · f3 black circle · c2 black circle · g2 black circle · b1 black circle · h1 black circle | a8 black circle · b7 black circle · h7 black circle · c6 black circle · g6 black circle · d5 black circle · f5 black circle · e4 preto bispo · d3 black circle · f3 black circle · c2 black circle · g2 black circle · b1 black circle · h1 black circle | a8 black circle · b7 black circle · h7 black circle · c6 black circle · g6 black circle · d5 black circle · f5 black circle · e4 preto bispo · d3 black circle · f3 black circle · c2 black circle · g2 black circle · b1 black circle · h1 black circle | a8 black circle · b7 black circle · h7 black circle · c6 black circle · g6 black circle · d5 black circle · f5 black circle · e4 preto bispo · d3 black circle · f3 black circle · c2 black circle · g2 black circle · b1 black circle · h1 black circle | a8 black circle · b7 black circle · h7 black circle · c6 black circle · g6 black circle · d5 black circle · f5 black circle · e4 preto bispo · d3 black circle · f3 black circle · c2 black circle · g2 black circle · b1 black circle · h1 black circle | 4 |
| 3 | a8 black circle · b7 black circle · h7 black circle · c6 black circle · g6 black circle · d5 black circle · f5 black circle · e4 preto bispo · d3 black circle · f3 black circle · c2 black circle · g2 black circle · b1 black circle · h1 black circle | a8 black circle · b7 black circle · h7 black circle · c6 black circle · g6 black circle · d5 black circle · f5 black circle · e4 preto bispo · d3 black circle · f3 black circle · c2 black circle · g2 black circle · b1 black circle · h1 black circle | a8 black circle · b7 black circle · h7 black circle · c6 black circle · g6 black circle · d5 black circle · f5 black circle · e4 preto bispo · d3 black circle · f3 black circle · c2 black circle · g2 black circle · b1 black circle · h1 black circle | a8 black circle · b7 black circle · h7 black circle · c6 black circle · g6 black circle · d5 black circle · f5 black circle · e4 preto bispo · d3 black circle · f3 black circle · c2 black circle · g2 black circle · b1 black circle · h1 black circle | a8 black circle · b7 black circle · h7 black circle · c6 black circle · g6 black circle · d5 black circle · f5 black circle · e4 preto bispo · d3 black circle · f3 black circle · c2 black circle · g2 black circle · b1 black circle · h1 black circle | a8 black circle · b7 black circle · h7 black circle · c6 black circle · g6 black circle · d5 black circle · f5 black circle · e4 preto bispo · d3 black circle · f3 black circle · c2 black circle · g2 black circle · b1 black circle · h1 black circle | a8 black circle · b7 black circle · h7 black circle · c6 black circle · g6 black circle · d5 black circle · f5 black circle · e4 preto bispo · d3 black circle · f3 black circle · c2 black circle · g2 black circle · b1 black circle · h1 black circle | a8 black circle · b7 black circle · h7 black circle · c6 black circle · g6 black circle · d5 black circle · f5 black circle · e4 preto bispo · d3 black circle · f3 black circle · c2 black circle · g2 black circle · b1 black circle · h1 black circle | 3 |
| 2 | a8 black circle · b7 black circle · h7 black circle · c6 black circle · g6 black circle · d5 black circle · f5 black circle · e4 preto bispo · d3 black circle · f3 black circle · c2 black circle · g2 black circle · b1 black circle · h1 black circle | a8 black circle · b7 black circle · h7 black circle · c6 black circle · g6 black circle · d5 black circle · f5 black circle · e4 preto bispo · d3 black circle · f3 black circle · c2 black circle · g2 black circle · b1 black circle · h1 black circle | a8 black circle · b7 black circle · h7 black circle · c6 black circle · g6 black circle · d5 black circle · f5 black circle · e4 preto bispo · d3 black circle · f3 black circle · c2 black circle · g2 black circle · b1 black circle · h1 black circle | a8 black circle · b7 black circle · h7 black circle · c6 black circle · g6 black circle · d5 black circle · f5 black circle · e4 preto bispo · d3 black circle · f3 black circle · c2 black circle · g2 black circle · b1 black circle · h1 black circle | a8 black circle · b7 black circle · h7 black circle · c6 black circle · g6 black circle · d5 black circle · f5 black circle · e4 preto bispo · d3 black circle · f3 black circle · c2 black circle · g2 black circle · b1 black circle · h1 black circle | a8 black circle · b7 black circle · h7 black circle · c6 black circle · g6 black circle · d5 black circle · f5 black circle · e4 preto bispo · d3 black circle · f3 black circle · c2 black circle · g2 black circle · b1 black circle · h1 black circle | a8 black circle · b7 black circle · h7 black circle · c6 black circle · g6 black circle · d5 black circle · f5 black circle · e4 preto bispo · d3 black circle · f3 black circle · c2 black circle · g2 black circle · b1 black circle · h1 black circle | a8 black circle · b7 black circle · h7 black circle · c6 black circle · g6 black circle · d5 black circle · f5 black circle · e4 preto bispo · d3 black circle · f3 black circle · c2 black circle · g2 black circle · b1 black circle · h1 black circle | 2 |
| 1 | a8 black circle · b7 black circle · h7 black circle · c6 black circle · g6 black circle · d5 black circle · f5 black circle · e4 preto bispo · d3 black circle · f3 black circle · c2 black circle · g2 black circle · b1 black circle · h1 black circle | a8 black circle · b7 black circle · h7 black circle · c6 black circle · g6 black circle · d5 black circle · f5 black circle · e4 preto bispo · d3 black circle · f3 black circle · c2 black circle · g2 black circle · b1 black circle · h1 black circle | a8 black circle · b7 black circle · h7 black circle · c6 black circle · g6 black circle · d5 black circle · f5 black circle · e4 preto bispo · d3 black circle · f3 black circle · c2 black circle · g2 black circle · b1 black circle · h1 black circle | a8 black circle · b7 black circle · h7 black circle · c6 black circle · g6 black circle · d5 black circle · f5 black circle · e4 preto bispo · d3 black circle · f3 black circle · c2 black circle · g2 black circle · b1 black circle · h1 black circle | a8 black circle · b7 black circle · h7 black circle · c6 black circle · g6 black circle · d5 black circle · f5 black circle · e4 preto bispo · d3 black circle · f3 black circle · c2 black circle · g2 black circle · b1 black circle · h1 black circle | a8 black circle · b7 black circle · h7 black circle · c6 black circle · g6 black circle · d5 black circle · f5 black circle · e4 preto bispo · d3 black circle · f3 black circle · c2 black circle · g2 black circle · b1 black circle · h1 black circle | a8 black circle · b7 black circle · h7 black circle · c6 black circle · g6 black circle · d5 black circle · f5 black circle · e4 preto bispo · d3 black circle · f3 black circle · c2 black circle · g2 black circle · b1 black circle · h1 black circle | a8 black circle · b7 black circle · h7 black circle · c6 black circle · g6 black circle · d5 black circle · f5 black circle · e4 preto bispo · d3 black circle · f3 black circle · c2 black circle · g2 black circle · b1 black circle · h1 black circle | 1 |
|   | a | b | c | d | e | f | g | h |   |

No início de uma partida, cada jogador tem um par de bispos dispostos em c1 e f1 para as brancas e c8 e f8 para as negras. Seu movimento é oblíquo, movimentando-se em linhas retas nas diagonais do tabuleiro. O número de casas que pode atacar num tabuleiro vazio varia de 7 a 13, sendo mais efetivo no centro do tabuleiro. Não pode pular peças de mesma cor ou adversária e seu movimento de captura consiste em ocupar a casa da peça adversária. Conforme estabelece a FIDE, o Bispo deve ser representado pela letra B nos países lusófonos nas notações algébricas de xadrez que devem ser utilizadas em torneios oficiais. Em periódicos e na literatura, recomenda-se a utilização de figuras ou diagramas ( e )
Usualmente, o valor relativo do Bispo é estimado entre 3 e 3,5 pontos em relação ao valor de referência de um Peão, embora seja considerado que são mais valiosos em par. Um par de bispos é em média meio ponto mais valioso, o que é suficiente nas considerações de valor e posição, e o suficiente para impressionar a maioria das considerações posicionais. Esta superioridade é surpreendentemente negligenciada por Grandes Mestres que muitas vezes abrem mão do par de bispos na abertura pela oportunidade de dobrar um peão ou ganhar um pouco de desenvolvimento, que são fatores não tão valiosos quanto meio ponto.

## Estratégia envolvendo o bispo

### Bispo bom e bispo ruim
Um enxadrista com apenas um bispo deve geralmente colocar seus peões em casas de cor opostas ao bispo de modo que este possa se mover entre a estrutura de peões podendo assim controlar mais casas e atacar os peões adversários nas casas controladas pelo bispo. Quando o bispo pode manter sua mobilidade é denominado bispo bom.
Em situações que os peões situam-se em casas da mesma cor do bispo, este é denominado bispo ruim ou peão alto uma vez que sua mobilidade fica comprometida pela cadeia de peões, sendo inferior a um cavalo no final de uma partida. Entretanto, um bispo ruim não é necessariamente uma desvantagem especialmente se estiver a frente da cadeia de peões e além disso, um bispo ruim pode ser vantajoso em um final com bispos de cores opostas. Mesmo quando restrito a posições passivas, um bispo pode ser útil em funções defensivas, o GM Mihai Şubă afirma que "Bispos ruins protegem peões bons".

### Bispo de cores opostas
Quando um jogador tem somente um bispo e o oponente também de modo que estes estão em casas de cores opostas, estas peças não podem lutar diretamente pelo controle das casas devido a fraqueza da cor. Na fase final, esta desvantagem pode ser decisiva pois mesmo se um dos jogadores tiver dois peões a mais não conseguirá vencer.

### Comparativo com o cavalo
|   | a | b | c | d | e | f | g | h |   |
| 8 | a8 preto torre · d8 preto rainha · e8 preto rei · h8 preto torre · c7 preto peão · e7 preto bispo · f7 preto peão · h7 preto peão · a6 preto peão · c6 preto cavalo · d6 preto peão · f6 preto cavalo · g6 preto peão · h6 branco bispo · b5 preto peão · d4 preto peão · e4 branco peão · b3 branco bispo · c3 branco peão · g3 branco rainha · h3 branco peão · a2 branco peão · b2 branco peão · f2 branco peão · g2 branco peão · a1 branco torre · b1 branco cavalo · f1 branco torre · g1 branco rei | a8 preto torre · d8 preto rainha · e8 preto rei · h8 preto torre · c7 preto peão · e7 preto bispo · f7 preto peão · h7 preto peão · a6 preto peão · c6 preto cavalo · d6 preto peão · f6 preto cavalo · g6 preto peão · h6 branco bispo · b5 preto peão · d4 preto peão · e4 branco peão · b3 branco bispo · c3 branco peão · g3 branco rainha · h3 branco peão · a2 branco peão · b2 branco peão · f2 branco peão · g2 branco peão · a1 branco torre · b1 branco cavalo · f1 branco torre · g1 branco rei | a8 preto torre · d8 preto rainha · e8 preto rei · h8 preto torre · c7 preto peão · e7 preto bispo · f7 preto peão · h7 preto peão · a6 preto peão · c6 preto cavalo · d6 preto peão · f6 preto cavalo · g6 preto peão · h6 branco bispo · b5 preto peão · d4 preto peão · e4 branco peão · b3 branco bispo · c3 branco peão · g3 branco rainha · h3 branco peão · a2 branco peão · b2 branco peão · f2 branco peão · g2 branco peão · a1 branco torre · b1 branco cavalo · f1 branco torre · g1 branco rei | a8 preto torre · d8 preto rainha · e8 preto rei · h8 preto torre · c7 preto peão · e7 preto bispo · f7 preto peão · h7 preto peão · a6 preto peão · c6 preto cavalo · d6 preto peão · f6 preto cavalo · g6 preto peão · h6 branco bispo · b5 preto peão · d4 preto peão · e4 branco peão · b3 branco bispo · c3 branco peão · g3 branco rainha · h3 branco peão · a2 branco peão · b2 branco peão · f2 branco peão · g2 branco peão · a1 branco torre · b1 branco cavalo · f1 branco torre · g1 branco rei | a8 preto torre · d8 preto rainha · e8 preto rei · h8 preto torre · c7 preto peão · e7 preto bispo · f7 preto peão · h7 preto peão · a6 preto peão · c6 preto cavalo · d6 preto peão · f6 preto cavalo · g6 preto peão · h6 branco bispo · b5 preto peão · d4 preto peão · e4 branco peão · b3 branco bispo · c3 branco peão · g3 branco rainha · h3 branco peão · a2 branco peão · b2 branco peão · f2 branco peão · g2 branco peão · a1 branco torre · b1 branco cavalo · f1 branco torre · g1 branco rei | a8 preto torre · d8 preto rainha · e8 preto rei · h8 preto torre · c7 preto peão · e7 preto bispo · f7 preto peão · h7 preto peão · a6 preto peão · c6 preto cavalo · d6 preto peão · f6 preto cavalo · g6 preto peão · h6 branco bispo · b5 preto peão · d4 preto peão · e4 branco peão · b3 branco bispo · c3 branco peão · g3 branco rainha · h3 branco peão · a2 branco peão · b2 branco peão · f2 branco peão · g2 branco peão · a1 branco torre · b1 branco cavalo · f1 branco torre · g1 branco rei | a8 preto torre · d8 preto rainha · e8 preto rei · h8 preto torre · c7 preto peão · e7 preto bispo · f7 preto peão · h7 preto peão · a6 preto peão · c6 preto cavalo · d6 preto peão · f6 preto cavalo · g6 preto peão · h6 branco bispo · b5 preto peão · d4 preto peão · e4 branco peão · b3 branco bispo · c3 branco peão · g3 branco rainha · h3 branco peão · a2 branco peão · b2 branco peão · f2 branco peão · g2 branco peão · a1 branco torre · b1 branco cavalo · f1 branco torre · g1 branco rei | a8 preto torre · d8 preto rainha · e8 preto rei · h8 preto torre · c7 preto peão · e7 preto bispo · f7 preto peão · h7 preto peão · a6 preto peão · c6 preto cavalo · d6 preto peão · f6 preto cavalo · g6 preto peão · h6 branco bispo · b5 preto peão · d4 preto peão · e4 branco peão · b3 branco bispo · c3 branco peão · g3 branco rainha · h3 branco peão · a2 branco peão · b2 branco peão · f2 branco peão · g2 branco peão · a1 branco torre · b1 branco cavalo · f1 branco torre · g1 branco rei | 8 |
| 7 | a8 preto torre · d8 preto rainha · e8 preto rei · h8 preto torre · c7 preto peão · e7 preto bispo · f7 preto peão · h7 preto peão · a6 preto peão · c6 preto cavalo · d6 preto peão · f6 preto cavalo · g6 preto peão · h6 branco bispo · b5 preto peão · d4 preto peão · e4 branco peão · b3 branco bispo · c3 branco peão · g3 branco rainha · h3 branco peão · a2 branco peão · b2 branco peão · f2 branco peão · g2 branco peão · a1 branco torre · b1 branco cavalo · f1 branco torre · g1 branco rei | a8 preto torre · d8 preto rainha · e8 preto rei · h8 preto torre · c7 preto peão · e7 preto bispo · f7 preto peão · h7 preto peão · a6 preto peão · c6 preto cavalo · d6 preto peão · f6 preto cavalo · g6 preto peão · h6 branco bispo · b5 preto peão · d4 preto peão · e4 branco peão · b3 branco bispo · c3 branco peão · g3 branco rainha · h3 branco peão · a2 branco peão · b2 branco peão · f2 branco peão · g2 branco peão · a1 branco torre · b1 branco cavalo · f1 branco torre · g1 branco rei | a8 preto torre · d8 preto rainha · e8 preto rei · h8 preto torre · c7 preto peão · e7 preto bispo · f7 preto peão · h7 preto peão · a6 preto peão · c6 preto cavalo · d6 preto peão · f6 preto cavalo · g6 preto peão · h6 branco bispo · b5 preto peão · d4 preto peão · e4 branco peão · b3 branco bispo · c3 branco peão · g3 branco rainha · h3 branco peão · a2 branco peão · b2 branco peão · f2 branco peão · g2 branco peão · a1 branco torre · b1 branco cavalo · f1 branco torre · g1 branco rei | a8 preto torre · d8 preto rainha · e8 preto rei · h8 preto torre · c7 preto peão · e7 preto bispo · f7 preto peão · h7 preto peão · a6 preto peão · c6 preto cavalo · d6 preto peão · f6 preto cavalo · g6 preto peão · h6 branco bispo · b5 preto peão · d4 preto peão · e4 branco peão · b3 branco bispo · c3 branco peão · g3 branco rainha · h3 branco peão · a2 branco peão · b2 branco peão · f2 branco peão · g2 branco peão · a1 branco torre · b1 branco cavalo · f1 branco torre · g1 branco rei | a8 preto torre · d8 preto rainha · e8 preto rei · h8 preto torre · c7 preto peão · e7 preto bispo · f7 preto peão · h7 preto peão · a6 preto peão · c6 preto cavalo · d6 preto peão · f6 preto cavalo · g6 preto peão · h6 branco bispo · b5 preto peão · d4 preto peão · e4 branco peão · b3 branco bispo · c3 branco peão · g3 branco rainha · h3 branco peão · a2 branco peão · b2 branco peão · f2 branco peão · g2 branco peão · a1 branco torre · b1 branco cavalo · f1 branco torre · g1 branco rei | a8 preto torre · d8 preto rainha · e8 preto rei · h8 preto torre · c7 preto peão · e7 preto bispo · f7 preto peão · h7 preto peão · a6 preto peão · c6 preto cavalo · d6 preto peão · f6 preto cavalo · g6 preto peão · h6 branco bispo · b5 preto peão · d4 preto peão · e4 branco peão · b3 branco bispo · c3 branco peão · g3 branco rainha · h3 branco peão · a2 branco peão · b2 branco peão · f2 branco peão · g2 branco peão · a1 branco torre · b1 branco cavalo · f1 branco torre · g1 branco rei | a8 preto torre · d8 preto rainha · e8 preto rei · h8 preto torre · c7 preto peão · e7 preto bispo · f7 preto peão · h7 preto peão · a6 preto peão · c6 preto cavalo · d6 preto peão · f6 preto cavalo · g6 preto peão · h6 branco bispo · b5 preto peão · d4 preto peão · e4 branco peão · b3 branco bispo · c3 branco peão · g3 branco rainha · h3 branco peão · a2 branco peão · b2 branco peão · f2 branco peão · g2 branco peão · a1 branco torre · b1 branco cavalo · f1 branco torre · g1 branco rei | a8 preto torre · d8 preto rainha · e8 preto rei · h8 preto torre · c7 preto peão · e7 preto bispo · f7 preto peão · h7 preto peão · a6 preto peão · c6 preto cavalo · d6 preto peão · f6 preto cavalo · g6 preto peão · h6 branco bispo · b5 preto peão · d4 preto peão · e4 branco peão · b3 branco bispo · c3 branco peão · g3 branco rainha · h3 branco peão · a2 branco peão · b2 branco peão · f2 branco peão · g2 branco peão · a1 branco torre · b1 branco cavalo · f1 branco torre · g1 branco rei | 7 |
| 6 | a8 preto torre · d8 preto rainha · e8 preto rei · h8 preto torre · c7 preto peão · e7 preto bispo · f7 preto peão · h7 preto peão · a6 preto peão · c6 preto cavalo · d6 preto peão · f6 preto cavalo · g6 preto peão · h6 branco bispo · b5 preto peão · d4 preto peão · e4 branco peão · b3 branco bispo · c3 branco peão · g3 branco rainha · h3 branco peão · a2 branco peão · b2 branco peão · f2 branco peão · g2 branco peão · a1 branco torre · b1 branco cavalo · f1 branco torre · g1 branco rei | a8 preto torre · d8 preto rainha · e8 preto rei · h8 preto torre · c7 preto peão · e7 preto bispo · f7 preto peão · h7 preto peão · a6 preto peão · c6 preto cavalo · d6 preto peão · f6 preto cavalo · g6 preto peão · h6 branco bispo · b5 preto peão · d4 preto peão · e4 branco peão · b3 branco bispo · c3 branco peão · g3 branco rainha · h3 branco peão · a2 branco peão · b2 branco peão · f2 branco peão · g2 branco peão · a1 branco torre · b1 branco cavalo · f1 branco torre · g1 branco rei | a8 preto torre · d8 preto rainha · e8 preto rei · h8 preto torre · c7 preto peão · e7 preto bispo · f7 preto peão · h7 preto peão · a6 preto peão · c6 preto cavalo · d6 preto peão · f6 preto cavalo · g6 preto peão · h6 branco bispo · b5 preto peão · d4 preto peão · e4 branco peão · b3 branco bispo · c3 branco peão · g3 branco rainha · h3 branco peão · a2 branco peão · b2 branco peão · f2 branco peão · g2 branco peão · a1 branco torre · b1 branco cavalo · f1 branco torre · g1 branco rei | a8 preto torre · d8 preto rainha · e8 preto rei · h8 preto torre · c7 preto peão · e7 preto bispo · f7 preto peão · h7 preto peão · a6 preto peão · c6 preto cavalo · d6 preto peão · f6 preto cavalo · g6 preto peão · h6 branco bispo · b5 preto peão · d4 preto peão · e4 branco peão · b3 branco bispo · c3 branco peão · g3 branco rainha · h3 branco peão · a2 branco peão · b2 branco peão · f2 branco peão · g2 branco peão · a1 branco torre · b1 branco cavalo · f1 branco torre · g1 branco rei | a8 preto torre · d8 preto rainha · e8 preto rei · h8 preto torre · c7 preto peão · e7 preto bispo · f7 preto peão · h7 preto peão · a6 preto peão · c6 preto cavalo · d6 preto peão · f6 preto cavalo · g6 preto peão · h6 branco bispo · b5 preto peão · d4 preto peão · e4 branco peão · b3 branco bispo · c3 branco peão · g3 branco rainha · h3 branco peão · a2 branco peão · b2 branco peão · f2 branco peão · g2 branco peão · a1 branco torre · b1 branco cavalo · f1 branco torre · g1 branco rei | a8 preto torre · d8 preto rainha · e8 preto rei · h8 preto torre · c7 preto peão · e7 preto bispo · f7 preto peão · h7 preto peão · a6 preto peão · c6 preto cavalo · d6 preto peão · f6 preto cavalo · g6 preto peão · h6 branco bispo · b5 preto peão · d4 preto peão · e4 branco peão · b3 branco bispo · c3 branco peão · g3 branco rainha · h3 branco peão · a2 branco peão · b2 branco peão · f2 branco peão · g2 branco peão · a1 branco torre · b1 branco cavalo · f1 branco torre · g1 branco rei | a8 preto torre · d8 preto rainha · e8 preto rei · h8 preto torre · c7 preto peão · e7 preto bispo · f7 preto peão · h7 preto peão · a6 preto peão · c6 preto cavalo · d6 preto peão · f6 preto cavalo · g6 preto peão · h6 branco bispo · b5 preto peão · d4 preto peão · e4 branco peão · b3 branco bispo · c3 branco peão · g3 branco rainha · h3 branco peão · a2 branco peão · b2 branco peão · f2 branco peão · g2 branco peão · a1 branco torre · b1 branco cavalo · f1 branco torre · g1 branco rei | a8 preto torre · d8 preto rainha · e8 preto rei · h8 preto torre · c7 preto peão · e7 preto bispo · f7 preto peão · h7 preto peão · a6 preto peão · c6 preto cavalo · d6 preto peão · f6 preto cavalo · g6 preto peão · h6 branco bispo · b5 preto peão · d4 preto peão · e4 branco peão · b3 branco bispo · c3 branco peão · g3 branco rainha · h3 branco peão · a2 branco peão · b2 branco peão · f2 branco peão · g2 branco peão · a1 branco torre · b1 branco cavalo · f1 branco torre · g1 branco rei | 6 |
| 5 | a8 preto torre · d8 preto rainha · e8 preto rei · h8 preto torre · c7 preto peão · e7 preto bispo · f7 preto peão · h7 preto peão · a6 preto peão · c6 preto cavalo · d6 preto peão · f6 preto cavalo · g6 preto peão · h6 branco bispo · b5 preto peão · d4 preto peão · e4 branco peão · b3 branco bispo · c3 branco peão · g3 branco rainha · h3 branco peão · a2 branco peão · b2 branco peão · f2 branco peão · g2 branco peão · a1 branco torre · b1 branco cavalo · f1 branco torre · g1 branco rei | a8 preto torre · d8 preto rainha · e8 preto rei · h8 preto torre · c7 preto peão · e7 preto bispo · f7 preto peão · h7 preto peão · a6 preto peão · c6 preto cavalo · d6 preto peão · f6 preto cavalo · g6 preto peão · h6 branco bispo · b5 preto peão · d4 preto peão · e4 branco peão · b3 branco bispo · c3 branco peão · g3 branco rainha · h3 branco peão · a2 branco peão · b2 branco peão · f2 branco peão · g2 branco peão · a1 branco torre · b1 branco cavalo · f1 branco torre · g1 branco rei | a8 preto torre · d8 preto rainha · e8 preto rei · h8 preto torre · c7 preto peão · e7 preto bispo · f7 preto peão · h7 preto peão · a6 preto peão · c6 preto cavalo · d6 preto peão · f6 preto cavalo · g6 preto peão · h6 branco bispo · b5 preto peão · d4 preto peão · e4 branco peão · b3 branco bispo · c3 branco peão · g3 branco rainha · h3 branco peão · a2 branco peão · b2 branco peão · f2 branco peão · g2 branco peão · a1 branco torre · b1 branco cavalo · f1 branco torre · g1 branco rei | a8 preto torre · d8 preto rainha · e8 preto rei · h8 preto torre · c7 preto peão · e7 preto bispo · f7 preto peão · h7 preto peão · a6 preto peão · c6 preto cavalo · d6 preto peão · f6 preto cavalo · g6 preto peão · h6 branco bispo · b5 preto peão · d4 preto peão · e4 branco peão · b3 branco bispo · c3 branco peão · g3 branco rainha · h3 branco peão · a2 branco peão · b2 branco peão · f2 branco peão · g2 branco peão · a1 branco torre · b1 branco cavalo · f1 branco torre · g1 branco rei | a8 preto torre · d8 preto rainha · e8 preto rei · h8 preto torre · c7 preto peão · e7 preto bispo · f7 preto peão · h7 preto peão · a6 preto peão · c6 preto cavalo · d6 preto peão · f6 preto cavalo · g6 preto peão · h6 branco bispo · b5 preto peão · d4 preto peão · e4 branco peão · b3 branco bispo · c3 branco peão · g3 branco rainha · h3 branco peão · a2 branco peão · b2 branco peão · f2 branco peão · g2 branco peão · a1 branco torre · b1 branco cavalo · f1 branco torre · g1 branco rei | a8 preto torre · d8 preto rainha · e8 preto rei · h8 preto torre · c7 preto peão · e7 preto bispo · f7 preto peão · h7 preto peão · a6 preto peão · c6 preto cavalo · d6 preto peão · f6 preto cavalo · g6 preto peão · h6 branco bispo · b5 preto peão · d4 preto peão · e4 branco peão · b3 branco bispo · c3 branco peão · g3 branco rainha · h3 branco peão · a2 branco peão · b2 branco peão · f2 branco peão · g2 branco peão · a1 branco torre · b1 branco cavalo · f1 branco torre · g1 branco rei | a8 preto torre · d8 preto rainha · e8 preto rei · h8 preto torre · c7 preto peão · e7 preto bispo · f7 preto peão · h7 preto peão · a6 preto peão · c6 preto cavalo · d6 preto peão · f6 preto cavalo · g6 preto peão · h6 branco bispo · b5 preto peão · d4 preto peão · e4 branco peão · b3 branco bispo · c3 branco peão · g3 branco rainha · h3 branco peão · a2 branco peão · b2 branco peão · f2 branco peão · g2 branco peão · a1 branco torre · b1 branco cavalo · f1 branco torre · g1 branco rei | a8 preto torre · d8 preto rainha · e8 preto rei · h8 preto torre · c7 preto peão · e7 preto bispo · f7 preto peão · h7 preto peão · a6 preto peão · c6 preto cavalo · d6 preto peão · f6 preto cavalo · g6 preto peão · h6 branco bispo · b5 preto peão · d4 preto peão · e4 branco peão · b3 branco bispo · c3 branco peão · g3 branco rainha · h3 branco peão · a2 branco peão · b2 branco peão · f2 branco peão · g2 branco peão · a1 branco torre · b1 branco cavalo · f1 branco torre · g1 branco rei | 5 |
| 4 | a8 preto torre · d8 preto rainha · e8 preto rei · h8 preto torre · c7 preto peão · e7 preto bispo · f7 preto peão · h7 preto peão · a6 preto peão · c6 preto cavalo · d6 preto peão · f6 preto cavalo · g6 preto peão · h6 branco bispo · b5 preto peão · d4 preto peão · e4 branco peão · b3 branco bispo · c3 branco peão · g3 branco rainha · h3 branco peão · a2 branco peão · b2 branco peão · f2 branco peão · g2 branco peão · a1 branco torre · b1 branco cavalo · f1 branco torre · g1 branco rei | a8 preto torre · d8 preto rainha · e8 preto rei · h8 preto torre · c7 preto peão · e7 preto bispo · f7 preto peão · h7 preto peão · a6 preto peão · c6 preto cavalo · d6 preto peão · f6 preto cavalo · g6 preto peão · h6 branco bispo · b5 preto peão · d4 preto peão · e4 branco peão · b3 branco bispo · c3 branco peão · g3 branco rainha · h3 branco peão · a2 branco peão · b2 branco peão · f2 branco peão · g2 branco peão · a1 branco torre · b1 branco cavalo · f1 branco torre · g1 branco rei | a8 preto torre · d8 preto rainha · e8 preto rei · h8 preto torre · c7 preto peão · e7 preto bispo · f7 preto peão · h7 preto peão · a6 preto peão · c6 preto cavalo · d6 preto peão · f6 preto cavalo · g6 preto peão · h6 branco bispo · b5 preto peão · d4 preto peão · e4 branco peão · b3 branco bispo · c3 branco peão · g3 branco rainha · h3 branco peão · a2 branco peão · b2 branco peão · f2 branco peão · g2 branco peão · a1 branco torre · b1 branco cavalo · f1 branco torre · g1 branco rei | a8 preto torre · d8 preto rainha · e8 preto rei · h8 preto torre · c7 preto peão · e7 preto bispo · f7 preto peão · h7 preto peão · a6 preto peão · c6 preto cavalo · d6 preto peão · f6 preto cavalo · g6 preto peão · h6 branco bispo · b5 preto peão · d4 preto peão · e4 branco peão · b3 branco bispo · c3 branco peão · g3 branco rainha · h3 branco peão · a2 branco peão · b2 branco peão · f2 branco peão · g2 branco peão · a1 branco torre · b1 branco cavalo · f1 branco torre · g1 branco rei | a8 preto torre · d8 preto rainha · e8 preto rei · h8 preto torre · c7 preto peão · e7 preto bispo · f7 preto peão · h7 preto peão · a6 preto peão · c6 preto cavalo · d6 preto peão · f6 preto cavalo · g6 preto peão · h6 branco bispo · b5 preto peão · d4 preto peão · e4 branco peão · b3 branco bispo · c3 branco peão · g3 branco rainha · h3 branco peão · a2 branco peão · b2 branco peão · f2 branco peão · g2 branco peão · a1 branco torre · b1 branco cavalo · f1 branco torre · g1 branco rei | a8 preto torre · d8 preto rainha · e8 preto rei · h8 preto torre · c7 preto peão · e7 preto bispo · f7 preto peão · h7 preto peão · a6 preto peão · c6 preto cavalo · d6 preto peão · f6 preto cavalo · g6 preto peão · h6 branco bispo · b5 preto peão · d4 preto peão · e4 branco peão · b3 branco bispo · c3 branco peão · g3 branco rainha · h3 branco peão · a2 branco peão · b2 branco peão · f2 branco peão · g2 branco peão · a1 branco torre · b1 branco cavalo · f1 branco torre · g1 branco rei | a8 preto torre · d8 preto rainha · e8 preto rei · h8 preto torre · c7 preto peão · e7 preto bispo · f7 preto peão · h7 preto peão · a6 preto peão · c6 preto cavalo · d6 preto peão · f6 preto cavalo · g6 preto peão · h6 branco bispo · b5 preto peão · d4 preto peão · e4 branco peão · b3 branco bispo · c3 branco peão · g3 branco rainha · h3 branco peão · a2 branco peão · b2 branco peão · f2 branco peão · g2 branco peão · a1 branco torre · b1 branco cavalo · f1 branco torre · g1 branco rei | a8 preto torre · d8 preto rainha · e8 preto rei · h8 preto torre · c7 preto peão · e7 preto bispo · f7 preto peão · h7 preto peão · a6 preto peão · c6 preto cavalo · d6 preto peão · f6 preto cavalo · g6 preto peão · h6 branco bispo · b5 preto peão · d4 preto peão · e4 branco peão · b3 branco bispo · c3 branco peão · g3 branco rainha · h3 branco peão · a2 branco peão · b2 branco peão · f2 branco peão · g2 branco peão · a1 branco torre · b1 branco cavalo · f1 branco torre · g1 branco rei | 4 |
| 3 | a8 preto torre · d8 preto rainha · e8 preto rei · h8 preto torre · c7 preto peão · e7 preto bispo · f7 preto peão · h7 preto peão · a6 preto peão · c6 preto cavalo · d6 preto peão · f6 preto cavalo · g6 preto peão · h6 branco bispo · b5 preto peão · d4 preto peão · e4 branco peão · b3 branco bispo · c3 branco peão · g3 branco rainha · h3 branco peão · a2 branco peão · b2 branco peão · f2 branco peão · g2 branco peão · a1 branco torre · b1 branco cavalo · f1 branco torre · g1 branco rei | a8 preto torre · d8 preto rainha · e8 preto rei · h8 preto torre · c7 preto peão · e7 preto bispo · f7 preto peão · h7 preto peão · a6 preto peão · c6 preto cavalo · d6 preto peão · f6 preto cavalo · g6 preto peão · h6 branco bispo · b5 preto peão · d4 preto peão · e4 branco peão · b3 branco bispo · c3 branco peão · g3 branco rainha · h3 branco peão · a2 branco peão · b2 branco peão · f2 branco peão · g2 branco peão · a1 branco torre · b1 branco cavalo · f1 branco torre · g1 branco rei | a8 preto torre · d8 preto rainha · e8 preto rei · h8 preto torre · c7 preto peão · e7 preto bispo · f7 preto peão · h7 preto peão · a6 preto peão · c6 preto cavalo · d6 preto peão · f6 preto cavalo · g6 preto peão · h6 branco bispo · b5 preto peão · d4 preto peão · e4 branco peão · b3 branco bispo · c3 branco peão · g3 branco rainha · h3 branco peão · a2 branco peão · b2 branco peão · f2 branco peão · g2 branco peão · a1 branco torre · b1 branco cavalo · f1 branco torre · g1 branco rei | a8 preto torre · d8 preto rainha · e8 preto rei · h8 preto torre · c7 preto peão · e7 preto bispo · f7 preto peão · h7 preto peão · a6 preto peão · c6 preto cavalo · d6 preto peão · f6 preto cavalo · g6 preto peão · h6 branco bispo · b5 preto peão · d4 preto peão · e4 branco peão · b3 branco bispo · c3 branco peão · g3 branco rainha · h3 branco peão · a2 branco peão · b2 branco peão · f2 branco peão · g2 branco peão · a1 branco torre · b1 branco cavalo · f1 branco torre · g1 branco rei | a8 preto torre · d8 preto rainha · e8 preto rei · h8 preto torre · c7 preto peão · e7 preto bispo · f7 preto peão · h7 preto peão · a6 preto peão · c6 preto cavalo · d6 preto peão · f6 preto cavalo · g6 preto peão · h6 branco bispo · b5 preto peão · d4 preto peão · e4 branco peão · b3 branco bispo · c3 branco peão · g3 branco rainha · h3 branco peão · a2 branco peão · b2 branco peão · f2 branco peão · g2 branco peão · a1 branco torre · b1 branco cavalo · f1 branco torre · g1 branco rei | a8 preto torre · d8 preto rainha · e8 preto rei · h8 preto torre · c7 preto peão · e7 preto bispo · f7 preto peão · h7 preto peão · a6 preto peão · c6 preto cavalo · d6 preto peão · f6 preto cavalo · g6 preto peão · h6 branco bispo · b5 preto peão · d4 preto peão · e4 branco peão · b3 branco bispo · c3 branco peão · g3 branco rainha · h3 branco peão · a2 branco peão · b2 branco peão · f2 branco peão · g2 branco peão · a1 branco torre · b1 branco cavalo · f1 branco torre · g1 branco rei | a8 preto torre · d8 preto rainha · e8 preto rei · h8 preto torre · c7 preto peão · e7 preto bispo · f7 preto peão · h7 preto peão · a6 preto peão · c6 preto cavalo · d6 preto peão · f6 preto cavalo · g6 preto peão · h6 branco bispo · b5 preto peão · d4 preto peão · e4 branco peão · b3 branco bispo · c3 branco peão · g3 branco rainha · h3 branco peão · a2 branco peão · b2 branco peão · f2 branco peão · g2 branco peão · a1 branco torre · b1 branco cavalo · f1 branco torre · g1 branco rei | a8 preto torre · d8 preto rainha · e8 preto rei · h8 preto torre · c7 preto peão · e7 preto bispo · f7 preto peão · h7 preto peão · a6 preto peão · c6 preto cavalo · d6 preto peão · f6 preto cavalo · g6 preto peão · h6 branco bispo · b5 preto peão · d4 preto peão · e4 branco peão · b3 branco bispo · c3 branco peão · g3 branco rainha · h3 branco peão · a2 branco peão · b2 branco peão · f2 branco peão · g2 branco peão · a1 branco torre · b1 branco cavalo · f1 branco torre · g1 branco rei | 3 |
| 2 | a8 preto torre · d8 preto rainha · e8 preto rei · h8 preto torre · c7 preto peão · e7 preto bispo · f7 preto peão · h7 preto peão · a6 preto peão · c6 preto cavalo · d6 preto peão · f6 preto cavalo · g6 preto peão · h6 branco bispo · b5 preto peão · d4 preto peão · e4 branco peão · b3 branco bispo · c3 branco peão · g3 branco rainha · h3 branco peão · a2 branco peão · b2 branco peão · f2 branco peão · g2 branco peão · a1 branco torre · b1 branco cavalo · f1 branco torre · g1 branco rei | a8 preto torre · d8 preto rainha · e8 preto rei · h8 preto torre · c7 preto peão · e7 preto bispo · f7 preto peão · h7 preto peão · a6 preto peão · c6 preto cavalo · d6 preto peão · f6 preto cavalo · g6 preto peão · h6 branco bispo · b5 preto peão · d4 preto peão · e4 branco peão · b3 branco bispo · c3 branco peão · g3 branco rainha · h3 branco peão · a2 branco peão · b2 branco peão · f2 branco peão · g2 branco peão · a1 branco torre · b1 branco cavalo · f1 branco torre · g1 branco rei | a8 preto torre · d8 preto rainha · e8 preto rei · h8 preto torre · c7 preto peão · e7 preto bispo · f7 preto peão · h7 preto peão · a6 preto peão · c6 preto cavalo · d6 preto peão · f6 preto cavalo · g6 preto peão · h6 branco bispo · b5 preto peão · d4 preto peão · e4 branco peão · b3 branco bispo · c3 branco peão · g3 branco rainha · h3 branco peão · a2 branco peão · b2 branco peão · f2 branco peão · g2 branco peão · a1 branco torre · b1 branco cavalo · f1 branco torre · g1 branco rei | a8 preto torre · d8 preto rainha · e8 preto rei · h8 preto torre · c7 preto peão · e7 preto bispo · f7 preto peão · h7 preto peão · a6 preto peão · c6 preto cavalo · d6 preto peão · f6 preto cavalo · g6 preto peão · h6 branco bispo · b5 preto peão · d4 preto peão · e4 branco peão · b3 branco bispo · c3 branco peão · g3 branco rainha · h3 branco peão · a2 branco peão · b2 branco peão · f2 branco peão · g2 branco peão · a1 branco torre · b1 branco cavalo · f1 branco torre · g1 branco rei | a8 preto torre · d8 preto rainha · e8 preto rei · h8 preto torre · c7 preto peão · e7 preto bispo · f7 preto peão · h7 preto peão · a6 preto peão · c6 preto cavalo · d6 preto peão · f6 preto cavalo · g6 preto peão · h6 branco bispo · b5 preto peão · d4 preto peão · e4 branco peão · b3 branco bispo · c3 branco peão · g3 branco rainha · h3 branco peão · a2 branco peão · b2 branco peão · f2 branco peão · g2 branco peão · a1 branco torre · b1 branco cavalo · f1 branco torre · g1 branco rei | a8 preto torre · d8 preto rainha · e8 preto rei · h8 preto torre · c7 preto peão · e7 preto bispo · f7 preto peão · h7 preto peão · a6 preto peão · c6 preto cavalo · d6 preto peão · f6 preto cavalo · g6 preto peão · h6 branco bispo · b5 preto peão · d4 preto peão · e4 branco peão · b3 branco bispo · c3 branco peão · g3 branco rainha · h3 branco peão · a2 branco peão · b2 branco peão · f2 branco peão · g2 branco peão · a1 branco torre · b1 branco cavalo · f1 branco torre · g1 branco rei | a8 preto torre · d8 preto rainha · e8 preto rei · h8 preto torre · c7 preto peão · e7 preto bispo · f7 preto peão · h7 preto peão · a6 preto peão · c6 preto cavalo · d6 preto peão · f6 preto cavalo · g6 preto peão · h6 branco bispo · b5 preto peão · d4 preto peão · e4 branco peão · b3 branco bispo · c3 branco peão · g3 branco rainha · h3 branco peão · a2 branco peão · b2 branco peão · f2 branco peão · g2 branco peão · a1 branco torre · b1 branco cavalo · f1 branco torre · g1 branco rei | a8 preto torre · d8 preto rainha · e8 preto rei · h8 preto torre · c7 preto peão · e7 preto bispo · f7 preto peão · h7 preto peão · a6 preto peão · c6 preto cavalo · d6 preto peão · f6 preto cavalo · g6 preto peão · h6 branco bispo · b5 preto peão · d4 preto peão · e4 branco peão · b3 branco bispo · c3 branco peão · g3 branco rainha · h3 branco peão · a2 branco peão · b2 branco peão · f2 branco peão · g2 branco peão · a1 branco torre · b1 branco cavalo · f1 branco torre · g1 branco rei | 2 |
| 1 | a8 preto torre · d8 preto rainha · e8 preto rei · h8 preto torre · c7 preto peão · e7 preto bispo · f7 preto peão · h7 preto peão · a6 preto peão · c6 preto cavalo · d6 preto peão · f6 preto cavalo · g6 preto peão · h6 branco bispo · b5 preto peão · d4 preto peão · e4 branco peão · b3 branco bispo · c3 branco peão · g3 branco rainha · h3 branco peão · a2 branco peão · b2 branco peão · f2 branco peão · g2 branco peão · a1 branco torre · b1 branco cavalo · f1 branco torre · g1 branco rei | a8 preto torre · d8 preto rainha · e8 preto rei · h8 preto torre · c7 preto peão · e7 preto bispo · f7 preto peão · h7 preto peão · a6 preto peão · c6 preto cavalo · d6 preto peão · f6 preto cavalo · g6 preto peão · h6 branco bispo · b5 preto peão · d4 preto peão · e4 branco peão · b3 branco bispo · c3 branco peão · g3 branco rainha · h3 branco peão · a2 branco peão · b2 branco peão · f2 branco peão · g2 branco peão · a1 branco torre · b1 branco cavalo · f1 branco torre · g1 branco rei | a8 preto torre · d8 preto rainha · e8 preto rei · h8 preto torre · c7 preto peão · e7 preto bispo · f7 preto peão · h7 preto peão · a6 preto peão · c6 preto cavalo · d6 preto peão · f6 preto cavalo · g6 preto peão · h6 branco bispo · b5 preto peão · d4 preto peão · e4 branco peão · b3 branco bispo · c3 branco peão · g3 branco rainha · h3 branco peão · a2 branco peão · b2 branco peão · f2 branco peão · g2 branco peão · a1 branco torre · b1 branco cavalo · f1 branco torre · g1 branco rei | a8 preto torre · d8 preto rainha · e8 preto rei · h8 preto torre · c7 preto peão · e7 preto bispo · f7 preto peão · h7 preto peão · a6 preto peão · c6 preto cavalo · d6 preto peão · f6 preto cavalo · g6 preto peão · h6 branco bispo · b5 preto peão · d4 preto peão · e4 branco peão · b3 branco bispo · c3 branco peão · g3 branco rainha · h3 branco peão · a2 branco peão · b2 branco peão · f2 branco peão · g2 branco peão · a1 branco torre · b1 branco cavalo · f1 branco torre · g1 branco rei | a8 preto torre · d8 preto rainha · e8 preto rei · h8 preto torre · c7 preto peão · e7 preto bispo · f7 preto peão · h7 preto peão · a6 preto peão · c6 preto cavalo · d6 preto peão · f6 preto cavalo · g6 preto peão · h6 branco bispo · b5 preto peão · d4 preto peão · e4 branco peão · b3 branco bispo · c3 branco peão · g3 branco rainha · h3 branco peão · a2 branco peão · b2 branco peão · f2 branco peão · g2 branco peão · a1 branco torre · b1 branco cavalo · f1 branco torre · g1 branco rei | a8 preto torre · d8 preto rainha · e8 preto rei · h8 preto torre · c7 preto peão · e7 preto bispo · f7 preto peão · h7 preto peão · a6 preto peão · c6 preto cavalo · d6 preto peão · f6 preto cavalo · g6 preto peão · h6 branco bispo · b5 preto peão · d4 preto peão · e4 branco peão · b3 branco bispo · c3 branco peão · g3 branco rainha · h3 branco peão · a2 branco peão · b2 branco peão · f2 branco peão · g2 branco peão · a1 branco torre · b1 branco cavalo · f1 branco torre · g1 branco rei | a8 preto torre · d8 preto rainha · e8 preto rei · h8 preto torre · c7 preto peão · e7 preto bispo · f7 preto peão · h7 preto peão · a6 preto peão · c6 preto cavalo · d6 preto peão · f6 preto cavalo · g6 preto peão · h6 branco bispo · b5 preto peão · d4 preto peão · e4 branco peão · b3 branco bispo · c3 branco peão · g3 branco rainha · h3 branco peão · a2 branco peão · b2 branco peão · f2 branco peão · g2 branco peão · a1 branco torre · b1 branco cavalo · f1 branco torre · g1 branco rei | a8 preto torre · d8 preto rainha · e8 preto rei · h8 preto torre · c7 preto peão · e7 preto bispo · f7 preto peão · h7 preto peão · a6 preto peão · c6 preto cavalo · d6 preto peão · f6 preto cavalo · g6 preto peão · h6 branco bispo · b5 preto peão · d4 preto peão · e4 branco peão · b3 branco bispo · c3 branco peão · g3 branco rainha · h3 branco peão · a2 branco peão · b2 branco peão · f2 branco peão · g2 branco peão · a1 branco torre · b1 branco cavalo · f1 branco torre · g1 branco rei | 1 |
|   | a | b | c | d | e | f | g | h |   |

Os bispos têm aproximadamente o mesmo valor relativo dos cavalos, entretanto dependendo da situação na partida podem ter uma vantagem distinta. Enxadristas inexperientes tendem a subestimar o bispo em relação ao cavalo devido a capacidade deste empregar a tática do garfo. Além disso, os cavalos não sofrem da fraqueza da cor o que permite alcançar todas as casas do tabuleiro.
Dois bispos geralmente tem uma força relativa maior na fase final da partida uma vez que restam poucas peças sobre o tabuleiro e mais diagonais ficam disponíveis para eles se movimentarem, podendo ir de um canto ao outro do tabuleiro num só movimento, enquanto o cavalo necessita de mais para fazê-lo, além de não sofrerem da fraqueza da cor. Entretanto, esta característica não é necessariamente uma vantagem, pois depende de outros fatores, como a estrutura de peões. A força do par de bispos foi inicialmente estudada por Louis Paulsen e Wilhelm Steinitz, que em seus jogos buscavam explorar a mobilidade das peças em oposição ao cavalo adversário. A troca de um Cavalo por um Bispo, é denominada qualidade menor, termo cunhado por Siegbert Tarrasch. Em certas posições, um bispo pode também perder um tempo através de um movimento de espera, evitando assim posições de Zugzwang, sendo o cavalo incapaz de realizar esta tática. Por fim, o bispo é capaz de empregar táticas como o espeto e a pregadura, sendo o cavalo incapaz de realizar qualquer delas.
Por outro lado, na fase de abertura e meio-jogo um bispo pode ter seu movimento restrito por seus próprios peões ou do adversário, sendo assim inferior ao cavalo que pode pular sobre as peças tornado-se mais ativo. Oportunidades de aplicar garfos são frequentes para os cavalos, possibilitando muitas vezes o ganho de material, enquanto para o bispo são raras as oportunidades de fazê-lo devido a seu movimento oblíquo. Um exemplo acontece na continuação da Abertura Ruy López: 1.e4 e5 2.Cf3 Cc6 3.Bb5 a6 4.Ba4 Cf6 5.0-0 b5 6.Bb3 Be7?! 7.d4 d6 8.c3 Bg4 9.h3!? Bxf3 10.Dxf3 exd4 11.Dg3 g6 12.Bh6!.

### O Sacrifício do par de bispos
|   | a | b | c | d | e | f | g | h |   |
| 8 | a8 preto torre · f8 preto torre · g8 preto rei · b7 preto bispo · e7 preto bispo · f7 preto peão · g7 preto peão · h7 preto peão · a6 preto peão · b6 preto peão · c6 preto rainha · e6 preto peão · c5 preto peão · d5 preto peão · e5 branco bispo · h5 preto cavalo · f4 branco peão · b3 branco peão · d3 branco bispo · e3 branco peão · a2 branco peão · c2 branco peão · d2 branco peão · e2 branco rainha · g2 branco peão · h2 branco peão · a1 branco torre · f1 branco torre · g1 branco rei | a8 preto torre · f8 preto torre · g8 preto rei · b7 preto bispo · e7 preto bispo · f7 preto peão · g7 preto peão · h7 preto peão · a6 preto peão · b6 preto peão · c6 preto rainha · e6 preto peão · c5 preto peão · d5 preto peão · e5 branco bispo · h5 preto cavalo · f4 branco peão · b3 branco peão · d3 branco bispo · e3 branco peão · a2 branco peão · c2 branco peão · d2 branco peão · e2 branco rainha · g2 branco peão · h2 branco peão · a1 branco torre · f1 branco torre · g1 branco rei | a8 preto torre · f8 preto torre · g8 preto rei · b7 preto bispo · e7 preto bispo · f7 preto peão · g7 preto peão · h7 preto peão · a6 preto peão · b6 preto peão · c6 preto rainha · e6 preto peão · c5 preto peão · d5 preto peão · e5 branco bispo · h5 preto cavalo · f4 branco peão · b3 branco peão · d3 branco bispo · e3 branco peão · a2 branco peão · c2 branco peão · d2 branco peão · e2 branco rainha · g2 branco peão · h2 branco peão · a1 branco torre · f1 branco torre · g1 branco rei | a8 preto torre · f8 preto torre · g8 preto rei · b7 preto bispo · e7 preto bispo · f7 preto peão · g7 preto peão · h7 preto peão · a6 preto peão · b6 preto peão · c6 preto rainha · e6 preto peão · c5 preto peão · d5 preto peão · e5 branco bispo · h5 preto cavalo · f4 branco peão · b3 branco peão · d3 branco bispo · e3 branco peão · a2 branco peão · c2 branco peão · d2 branco peão · e2 branco rainha · g2 branco peão · h2 branco peão · a1 branco torre · f1 branco torre · g1 branco rei | a8 preto torre · f8 preto torre · g8 preto rei · b7 preto bispo · e7 preto bispo · f7 preto peão · g7 preto peão · h7 preto peão · a6 preto peão · b6 preto peão · c6 preto rainha · e6 preto peão · c5 preto peão · d5 preto peão · e5 branco bispo · h5 preto cavalo · f4 branco peão · b3 branco peão · d3 branco bispo · e3 branco peão · a2 branco peão · c2 branco peão · d2 branco peão · e2 branco rainha · g2 branco peão · h2 branco peão · a1 branco torre · f1 branco torre · g1 branco rei | a8 preto torre · f8 preto torre · g8 preto rei · b7 preto bispo · e7 preto bispo · f7 preto peão · g7 preto peão · h7 preto peão · a6 preto peão · b6 preto peão · c6 preto rainha · e6 preto peão · c5 preto peão · d5 preto peão · e5 branco bispo · h5 preto cavalo · f4 branco peão · b3 branco peão · d3 branco bispo · e3 branco peão · a2 branco peão · c2 branco peão · d2 branco peão · e2 branco rainha · g2 branco peão · h2 branco peão · a1 branco torre · f1 branco torre · g1 branco rei | a8 preto torre · f8 preto torre · g8 preto rei · b7 preto bispo · e7 preto bispo · f7 preto peão · g7 preto peão · h7 preto peão · a6 preto peão · b6 preto peão · c6 preto rainha · e6 preto peão · c5 preto peão · d5 preto peão · e5 branco bispo · h5 preto cavalo · f4 branco peão · b3 branco peão · d3 branco bispo · e3 branco peão · a2 branco peão · c2 branco peão · d2 branco peão · e2 branco rainha · g2 branco peão · h2 branco peão · a1 branco torre · f1 branco torre · g1 branco rei | a8 preto torre · f8 preto torre · g8 preto rei · b7 preto bispo · e7 preto bispo · f7 preto peão · g7 preto peão · h7 preto peão · a6 preto peão · b6 preto peão · c6 preto rainha · e6 preto peão · c5 preto peão · d5 preto peão · e5 branco bispo · h5 preto cavalo · f4 branco peão · b3 branco peão · d3 branco bispo · e3 branco peão · a2 branco peão · c2 branco peão · d2 branco peão · e2 branco rainha · g2 branco peão · h2 branco peão · a1 branco torre · f1 branco torre · g1 branco rei | 8 |
| 7 | a8 preto torre · f8 preto torre · g8 preto rei · b7 preto bispo · e7 preto bispo · f7 preto peão · g7 preto peão · h7 preto peão · a6 preto peão · b6 preto peão · c6 preto rainha · e6 preto peão · c5 preto peão · d5 preto peão · e5 branco bispo · h5 preto cavalo · f4 branco peão · b3 branco peão · d3 branco bispo · e3 branco peão · a2 branco peão · c2 branco peão · d2 branco peão · e2 branco rainha · g2 branco peão · h2 branco peão · a1 branco torre · f1 branco torre · g1 branco rei | a8 preto torre · f8 preto torre · g8 preto rei · b7 preto bispo · e7 preto bispo · f7 preto peão · g7 preto peão · h7 preto peão · a6 preto peão · b6 preto peão · c6 preto rainha · e6 preto peão · c5 preto peão · d5 preto peão · e5 branco bispo · h5 preto cavalo · f4 branco peão · b3 branco peão · d3 branco bispo · e3 branco peão · a2 branco peão · c2 branco peão · d2 branco peão · e2 branco rainha · g2 branco peão · h2 branco peão · a1 branco torre · f1 branco torre · g1 branco rei | a8 preto torre · f8 preto torre · g8 preto rei · b7 preto bispo · e7 preto bispo · f7 preto peão · g7 preto peão · h7 preto peão · a6 preto peão · b6 preto peão · c6 preto rainha · e6 preto peão · c5 preto peão · d5 preto peão · e5 branco bispo · h5 preto cavalo · f4 branco peão · b3 branco peão · d3 branco bispo · e3 branco peão · a2 branco peão · c2 branco peão · d2 branco peão · e2 branco rainha · g2 branco peão · h2 branco peão · a1 branco torre · f1 branco torre · g1 branco rei | a8 preto torre · f8 preto torre · g8 preto rei · b7 preto bispo · e7 preto bispo · f7 preto peão · g7 preto peão · h7 preto peão · a6 preto peão · b6 preto peão · c6 preto rainha · e6 preto peão · c5 preto peão · d5 preto peão · e5 branco bispo · h5 preto cavalo · f4 branco peão · b3 branco peão · d3 branco bispo · e3 branco peão · a2 branco peão · c2 branco peão · d2 branco peão · e2 branco rainha · g2 branco peão · h2 branco peão · a1 branco torre · f1 branco torre · g1 branco rei | a8 preto torre · f8 preto torre · g8 preto rei · b7 preto bispo · e7 preto bispo · f7 preto peão · g7 preto peão · h7 preto peão · a6 preto peão · b6 preto peão · c6 preto rainha · e6 preto peão · c5 preto peão · d5 preto peão · e5 branco bispo · h5 preto cavalo · f4 branco peão · b3 branco peão · d3 branco bispo · e3 branco peão · a2 branco peão · c2 branco peão · d2 branco peão · e2 branco rainha · g2 branco peão · h2 branco peão · a1 branco torre · f1 branco torre · g1 branco rei | a8 preto torre · f8 preto torre · g8 preto rei · b7 preto bispo · e7 preto bispo · f7 preto peão · g7 preto peão · h7 preto peão · a6 preto peão · b6 preto peão · c6 preto rainha · e6 preto peão · c5 preto peão · d5 preto peão · e5 branco bispo · h5 preto cavalo · f4 branco peão · b3 branco peão · d3 branco bispo · e3 branco peão · a2 branco peão · c2 branco peão · d2 branco peão · e2 branco rainha · g2 branco peão · h2 branco peão · a1 branco torre · f1 branco torre · g1 branco rei | a8 preto torre · f8 preto torre · g8 preto rei · b7 preto bispo · e7 preto bispo · f7 preto peão · g7 preto peão · h7 preto peão · a6 preto peão · b6 preto peão · c6 preto rainha · e6 preto peão · c5 preto peão · d5 preto peão · e5 branco bispo · h5 preto cavalo · f4 branco peão · b3 branco peão · d3 branco bispo · e3 branco peão · a2 branco peão · c2 branco peão · d2 branco peão · e2 branco rainha · g2 branco peão · h2 branco peão · a1 branco torre · f1 branco torre · g1 branco rei | a8 preto torre · f8 preto torre · g8 preto rei · b7 preto bispo · e7 preto bispo · f7 preto peão · g7 preto peão · h7 preto peão · a6 preto peão · b6 preto peão · c6 preto rainha · e6 preto peão · c5 preto peão · d5 preto peão · e5 branco bispo · h5 preto cavalo · f4 branco peão · b3 branco peão · d3 branco bispo · e3 branco peão · a2 branco peão · c2 branco peão · d2 branco peão · e2 branco rainha · g2 branco peão · h2 branco peão · a1 branco torre · f1 branco torre · g1 branco rei | 7 |
| 6 | a8 preto torre · f8 preto torre · g8 preto rei · b7 preto bispo · e7 preto bispo · f7 preto peão · g7 preto peão · h7 preto peão · a6 preto peão · b6 preto peão · c6 preto rainha · e6 preto peão · c5 preto peão · d5 preto peão · e5 branco bispo · h5 preto cavalo · f4 branco peão · b3 branco peão · d3 branco bispo · e3 branco peão · a2 branco peão · c2 branco peão · d2 branco peão · e2 branco rainha · g2 branco peão · h2 branco peão · a1 branco torre · f1 branco torre · g1 branco rei | a8 preto torre · f8 preto torre · g8 preto rei · b7 preto bispo · e7 preto bispo · f7 preto peão · g7 preto peão · h7 preto peão · a6 preto peão · b6 preto peão · c6 preto rainha · e6 preto peão · c5 preto peão · d5 preto peão · e5 branco bispo · h5 preto cavalo · f4 branco peão · b3 branco peão · d3 branco bispo · e3 branco peão · a2 branco peão · c2 branco peão · d2 branco peão · e2 branco rainha · g2 branco peão · h2 branco peão · a1 branco torre · f1 branco torre · g1 branco rei | a8 preto torre · f8 preto torre · g8 preto rei · b7 preto bispo · e7 preto bispo · f7 preto peão · g7 preto peão · h7 preto peão · a6 preto peão · b6 preto peão · c6 preto rainha · e6 preto peão · c5 preto peão · d5 preto peão · e5 branco bispo · h5 preto cavalo · f4 branco peão · b3 branco peão · d3 branco bispo · e3 branco peão · a2 branco peão · c2 branco peão · d2 branco peão · e2 branco rainha · g2 branco peão · h2 branco peão · a1 branco torre · f1 branco torre · g1 branco rei | a8 preto torre · f8 preto torre · g8 preto rei · b7 preto bispo · e7 preto bispo · f7 preto peão · g7 preto peão · h7 preto peão · a6 preto peão · b6 preto peão · c6 preto rainha · e6 preto peão · c5 preto peão · d5 preto peão · e5 branco bispo · h5 preto cavalo · f4 branco peão · b3 branco peão · d3 branco bispo · e3 branco peão · a2 branco peão · c2 branco peão · d2 branco peão · e2 branco rainha · g2 branco peão · h2 branco peão · a1 branco torre · f1 branco torre · g1 branco rei | a8 preto torre · f8 preto torre · g8 preto rei · b7 preto bispo · e7 preto bispo · f7 preto peão · g7 preto peão · h7 preto peão · a6 preto peão · b6 preto peão · c6 preto rainha · e6 preto peão · c5 preto peão · d5 preto peão · e5 branco bispo · h5 preto cavalo · f4 branco peão · b3 branco peão · d3 branco bispo · e3 branco peão · a2 branco peão · c2 branco peão · d2 branco peão · e2 branco rainha · g2 branco peão · h2 branco peão · a1 branco torre · f1 branco torre · g1 branco rei | a8 preto torre · f8 preto torre · g8 preto rei · b7 preto bispo · e7 preto bispo · f7 preto peão · g7 preto peão · h7 preto peão · a6 preto peão · b6 preto peão · c6 preto rainha · e6 preto peão · c5 preto peão · d5 preto peão · e5 branco bispo · h5 preto cavalo · f4 branco peão · b3 branco peão · d3 branco bispo · e3 branco peão · a2 branco peão · c2 branco peão · d2 branco peão · e2 branco rainha · g2 branco peão · h2 branco peão · a1 branco torre · f1 branco torre · g1 branco rei | a8 preto torre · f8 preto torre · g8 preto rei · b7 preto bispo · e7 preto bispo · f7 preto peão · g7 preto peão · h7 preto peão · a6 preto peão · b6 preto peão · c6 preto rainha · e6 preto peão · c5 preto peão · d5 preto peão · e5 branco bispo · h5 preto cavalo · f4 branco peão · b3 branco peão · d3 branco bispo · e3 branco peão · a2 branco peão · c2 branco peão · d2 branco peão · e2 branco rainha · g2 branco peão · h2 branco peão · a1 branco torre · f1 branco torre · g1 branco rei | a8 preto torre · f8 preto torre · g8 preto rei · b7 preto bispo · e7 preto bispo · f7 preto peão · g7 preto peão · h7 preto peão · a6 preto peão · b6 preto peão · c6 preto rainha · e6 preto peão · c5 preto peão · d5 preto peão · e5 branco bispo · h5 preto cavalo · f4 branco peão · b3 branco peão · d3 branco bispo · e3 branco peão · a2 branco peão · c2 branco peão · d2 branco peão · e2 branco rainha · g2 branco peão · h2 branco peão · a1 branco torre · f1 branco torre · g1 branco rei | 6 |
| 5 | a8 preto torre · f8 preto torre · g8 preto rei · b7 preto bispo · e7 preto bispo · f7 preto peão · g7 preto peão · h7 preto peão · a6 preto peão · b6 preto peão · c6 preto rainha · e6 preto peão · c5 preto peão · d5 preto peão · e5 branco bispo · h5 preto cavalo · f4 branco peão · b3 branco peão · d3 branco bispo · e3 branco peão · a2 branco peão · c2 branco peão · d2 branco peão · e2 branco rainha · g2 branco peão · h2 branco peão · a1 branco torre · f1 branco torre · g1 branco rei | a8 preto torre · f8 preto torre · g8 preto rei · b7 preto bispo · e7 preto bispo · f7 preto peão · g7 preto peão · h7 preto peão · a6 preto peão · b6 preto peão · c6 preto rainha · e6 preto peão · c5 preto peão · d5 preto peão · e5 branco bispo · h5 preto cavalo · f4 branco peão · b3 branco peão · d3 branco bispo · e3 branco peão · a2 branco peão · c2 branco peão · d2 branco peão · e2 branco rainha · g2 branco peão · h2 branco peão · a1 branco torre · f1 branco torre · g1 branco rei | a8 preto torre · f8 preto torre · g8 preto rei · b7 preto bispo · e7 preto bispo · f7 preto peão · g7 preto peão · h7 preto peão · a6 preto peão · b6 preto peão · c6 preto rainha · e6 preto peão · c5 preto peão · d5 preto peão · e5 branco bispo · h5 preto cavalo · f4 branco peão · b3 branco peão · d3 branco bispo · e3 branco peão · a2 branco peão · c2 branco peão · d2 branco peão · e2 branco rainha · g2 branco peão · h2 branco peão · a1 branco torre · f1 branco torre · g1 branco rei | a8 preto torre · f8 preto torre · g8 preto rei · b7 preto bispo · e7 preto bispo · f7 preto peão · g7 preto peão · h7 preto peão · a6 preto peão · b6 preto peão · c6 preto rainha · e6 preto peão · c5 preto peão · d5 preto peão · e5 branco bispo · h5 preto cavalo · f4 branco peão · b3 branco peão · d3 branco bispo · e3 branco peão · a2 branco peão · c2 branco peão · d2 branco peão · e2 branco rainha · g2 branco peão · h2 branco peão · a1 branco torre · f1 branco torre · g1 branco rei | a8 preto torre · f8 preto torre · g8 preto rei · b7 preto bispo · e7 preto bispo · f7 preto peão · g7 preto peão · h7 preto peão · a6 preto peão · b6 preto peão · c6 preto rainha · e6 preto peão · c5 preto peão · d5 preto peão · e5 branco bispo · h5 preto cavalo · f4 branco peão · b3 branco peão · d3 branco bispo · e3 branco peão · a2 branco peão · c2 branco peão · d2 branco peão · e2 branco rainha · g2 branco peão · h2 branco peão · a1 branco torre · f1 branco torre · g1 branco rei | a8 preto torre · f8 preto torre · g8 preto rei · b7 preto bispo · e7 preto bispo · f7 preto peão · g7 preto peão · h7 preto peão · a6 preto peão · b6 preto peão · c6 preto rainha · e6 preto peão · c5 preto peão · d5 preto peão · e5 branco bispo · h5 preto cavalo · f4 branco peão · b3 branco peão · d3 branco bispo · e3 branco peão · a2 branco peão · c2 branco peão · d2 branco peão · e2 branco rainha · g2 branco peão · h2 branco peão · a1 branco torre · f1 branco torre · g1 branco rei | a8 preto torre · f8 preto torre · g8 preto rei · b7 preto bispo · e7 preto bispo · f7 preto peão · g7 preto peão · h7 preto peão · a6 preto peão · b6 preto peão · c6 preto rainha · e6 preto peão · c5 preto peão · d5 preto peão · e5 branco bispo · h5 preto cavalo · f4 branco peão · b3 branco peão · d3 branco bispo · e3 branco peão · a2 branco peão · c2 branco peão · d2 branco peão · e2 branco rainha · g2 branco peão · h2 branco peão · a1 branco torre · f1 branco torre · g1 branco rei | a8 preto torre · f8 preto torre · g8 preto rei · b7 preto bispo · e7 preto bispo · f7 preto peão · g7 preto peão · h7 preto peão · a6 preto peão · b6 preto peão · c6 preto rainha · e6 preto peão · c5 preto peão · d5 preto peão · e5 branco bispo · h5 preto cavalo · f4 branco peão · b3 branco peão · d3 branco bispo · e3 branco peão · a2 branco peão · c2 branco peão · d2 branco peão · e2 branco rainha · g2 branco peão · h2 branco peão · a1 branco torre · f1 branco torre · g1 branco rei | 5 |
| 4 | a8 preto torre · f8 preto torre · g8 preto rei · b7 preto bispo · e7 preto bispo · f7 preto peão · g7 preto peão · h7 preto peão · a6 preto peão · b6 preto peão · c6 preto rainha · e6 preto peão · c5 preto peão · d5 preto peão · e5 branco bispo · h5 preto cavalo · f4 branco peão · b3 branco peão · d3 branco bispo · e3 branco peão · a2 branco peão · c2 branco peão · d2 branco peão · e2 branco rainha · g2 branco peão · h2 branco peão · a1 branco torre · f1 branco torre · g1 branco rei | a8 preto torre · f8 preto torre · g8 preto rei · b7 preto bispo · e7 preto bispo · f7 preto peão · g7 preto peão · h7 preto peão · a6 preto peão · b6 preto peão · c6 preto rainha · e6 preto peão · c5 preto peão · d5 preto peão · e5 branco bispo · h5 preto cavalo · f4 branco peão · b3 branco peão · d3 branco bispo · e3 branco peão · a2 branco peão · c2 branco peão · d2 branco peão · e2 branco rainha · g2 branco peão · h2 branco peão · a1 branco torre · f1 branco torre · g1 branco rei | a8 preto torre · f8 preto torre · g8 preto rei · b7 preto bispo · e7 preto bispo · f7 preto peão · g7 preto peão · h7 preto peão · a6 preto peão · b6 preto peão · c6 preto rainha · e6 preto peão · c5 preto peão · d5 preto peão · e5 branco bispo · h5 preto cavalo · f4 branco peão · b3 branco peão · d3 branco bispo · e3 branco peão · a2 branco peão · c2 branco peão · d2 branco peão · e2 branco rainha · g2 branco peão · h2 branco peão · a1 branco torre · f1 branco torre · g1 branco rei | a8 preto torre · f8 preto torre · g8 preto rei · b7 preto bispo · e7 preto bispo · f7 preto peão · g7 preto peão · h7 preto peão · a6 preto peão · b6 preto peão · c6 preto rainha · e6 preto peão · c5 preto peão · d5 preto peão · e5 branco bispo · h5 preto cavalo · f4 branco peão · b3 branco peão · d3 branco bispo · e3 branco peão · a2 branco peão · c2 branco peão · d2 branco peão · e2 branco rainha · g2 branco peão · h2 branco peão · a1 branco torre · f1 branco torre · g1 branco rei | a8 preto torre · f8 preto torre · g8 preto rei · b7 preto bispo · e7 preto bispo · f7 preto peão · g7 preto peão · h7 preto peão · a6 preto peão · b6 preto peão · c6 preto rainha · e6 preto peão · c5 preto peão · d5 preto peão · e5 branco bispo · h5 preto cavalo · f4 branco peão · b3 branco peão · d3 branco bispo · e3 branco peão · a2 branco peão · c2 branco peão · d2 branco peão · e2 branco rainha · g2 branco peão · h2 branco peão · a1 branco torre · f1 branco torre · g1 branco rei | a8 preto torre · f8 preto torre · g8 preto rei · b7 preto bispo · e7 preto bispo · f7 preto peão · g7 preto peão · h7 preto peão · a6 preto peão · b6 preto peão · c6 preto rainha · e6 preto peão · c5 preto peão · d5 preto peão · e5 branco bispo · h5 preto cavalo · f4 branco peão · b3 branco peão · d3 branco bispo · e3 branco peão · a2 branco peão · c2 branco peão · d2 branco peão · e2 branco rainha · g2 branco peão · h2 branco peão · a1 branco torre · f1 branco torre · g1 branco rei | a8 preto torre · f8 preto torre · g8 preto rei · b7 preto bispo · e7 preto bispo · f7 preto peão · g7 preto peão · h7 preto peão · a6 preto peão · b6 preto peão · c6 preto rainha · e6 preto peão · c5 preto peão · d5 preto peão · e5 branco bispo · h5 preto cavalo · f4 branco peão · b3 branco peão · d3 branco bispo · e3 branco peão · a2 branco peão · c2 branco peão · d2 branco peão · e2 branco rainha · g2 branco peão · h2 branco peão · a1 branco torre · f1 branco torre · g1 branco rei | a8 preto torre · f8 preto torre · g8 preto rei · b7 preto bispo · e7 preto bispo · f7 preto peão · g7 preto peão · h7 preto peão · a6 preto peão · b6 preto peão · c6 preto rainha · e6 preto peão · c5 preto peão · d5 preto peão · e5 branco bispo · h5 preto cavalo · f4 branco peão · b3 branco peão · d3 branco bispo · e3 branco peão · a2 branco peão · c2 branco peão · d2 branco peão · e2 branco rainha · g2 branco peão · h2 branco peão · a1 branco torre · f1 branco torre · g1 branco rei | 4 |
| 3 | a8 preto torre · f8 preto torre · g8 preto rei · b7 preto bispo · e7 preto bispo · f7 preto peão · g7 preto peão · h7 preto peão · a6 preto peão · b6 preto peão · c6 preto rainha · e6 preto peão · c5 preto peão · d5 preto peão · e5 branco bispo · h5 preto cavalo · f4 branco peão · b3 branco peão · d3 branco bispo · e3 branco peão · a2 branco peão · c2 branco peão · d2 branco peão · e2 branco rainha · g2 branco peão · h2 branco peão · a1 branco torre · f1 branco torre · g1 branco rei | a8 preto torre · f8 preto torre · g8 preto rei · b7 preto bispo · e7 preto bispo · f7 preto peão · g7 preto peão · h7 preto peão · a6 preto peão · b6 preto peão · c6 preto rainha · e6 preto peão · c5 preto peão · d5 preto peão · e5 branco bispo · h5 preto cavalo · f4 branco peão · b3 branco peão · d3 branco bispo · e3 branco peão · a2 branco peão · c2 branco peão · d2 branco peão · e2 branco rainha · g2 branco peão · h2 branco peão · a1 branco torre · f1 branco torre · g1 branco rei | a8 preto torre · f8 preto torre · g8 preto rei · b7 preto bispo · e7 preto bispo · f7 preto peão · g7 preto peão · h7 preto peão · a6 preto peão · b6 preto peão · c6 preto rainha · e6 preto peão · c5 preto peão · d5 preto peão · e5 branco bispo · h5 preto cavalo · f4 branco peão · b3 branco peão · d3 branco bispo · e3 branco peão · a2 branco peão · c2 branco peão · d2 branco peão · e2 branco rainha · g2 branco peão · h2 branco peão · a1 branco torre · f1 branco torre · g1 branco rei | a8 preto torre · f8 preto torre · g8 preto rei · b7 preto bispo · e7 preto bispo · f7 preto peão · g7 preto peão · h7 preto peão · a6 preto peão · b6 preto peão · c6 preto rainha · e6 preto peão · c5 preto peão · d5 preto peão · e5 branco bispo · h5 preto cavalo · f4 branco peão · b3 branco peão · d3 branco bispo · e3 branco peão · a2 branco peão · c2 branco peão · d2 branco peão · e2 branco rainha · g2 branco peão · h2 branco peão · a1 branco torre · f1 branco torre · g1 branco rei | a8 preto torre · f8 preto torre · g8 preto rei · b7 preto bispo · e7 preto bispo · f7 preto peão · g7 preto peão · h7 preto peão · a6 preto peão · b6 preto peão · c6 preto rainha · e6 preto peão · c5 preto peão · d5 preto peão · e5 branco bispo · h5 preto cavalo · f4 branco peão · b3 branco peão · d3 branco bispo · e3 branco peão · a2 branco peão · c2 branco peão · d2 branco peão · e2 branco rainha · g2 branco peão · h2 branco peão · a1 branco torre · f1 branco torre · g1 branco rei | a8 preto torre · f8 preto torre · g8 preto rei · b7 preto bispo · e7 preto bispo · f7 preto peão · g7 preto peão · h7 preto peão · a6 preto peão · b6 preto peão · c6 preto rainha · e6 preto peão · c5 preto peão · d5 preto peão · e5 branco bispo · h5 preto cavalo · f4 branco peão · b3 branco peão · d3 branco bispo · e3 branco peão · a2 branco peão · c2 branco peão · d2 branco peão · e2 branco rainha · g2 branco peão · h2 branco peão · a1 branco torre · f1 branco torre · g1 branco rei | a8 preto torre · f8 preto torre · g8 preto rei · b7 preto bispo · e7 preto bispo · f7 preto peão · g7 preto peão · h7 preto peão · a6 preto peão · b6 preto peão · c6 preto rainha · e6 preto peão · c5 preto peão · d5 preto peão · e5 branco bispo · h5 preto cavalo · f4 branco peão · b3 branco peão · d3 branco bispo · e3 branco peão · a2 branco peão · c2 branco peão · d2 branco peão · e2 branco rainha · g2 branco peão · h2 branco peão · a1 branco torre · f1 branco torre · g1 branco rei | a8 preto torre · f8 preto torre · g8 preto rei · b7 preto bispo · e7 preto bispo · f7 preto peão · g7 preto peão · h7 preto peão · a6 preto peão · b6 preto peão · c6 preto rainha · e6 preto peão · c5 preto peão · d5 preto peão · e5 branco bispo · h5 preto cavalo · f4 branco peão · b3 branco peão · d3 branco bispo · e3 branco peão · a2 branco peão · c2 branco peão · d2 branco peão · e2 branco rainha · g2 branco peão · h2 branco peão · a1 branco torre · f1 branco torre · g1 branco rei | 3 |
| 2 | a8 preto torre · f8 preto torre · g8 preto rei · b7 preto bispo · e7 preto bispo · f7 preto peão · g7 preto peão · h7 preto peão · a6 preto peão · b6 preto peão · c6 preto rainha · e6 preto peão · c5 preto peão · d5 preto peão · e5 branco bispo · h5 preto cavalo · f4 branco peão · b3 branco peão · d3 branco bispo · e3 branco peão · a2 branco peão · c2 branco peão · d2 branco peão · e2 branco rainha · g2 branco peão · h2 branco peão · a1 branco torre · f1 branco torre · g1 branco rei | a8 preto torre · f8 preto torre · g8 preto rei · b7 preto bispo · e7 preto bispo · f7 preto peão · g7 preto peão · h7 preto peão · a6 preto peão · b6 preto peão · c6 preto rainha · e6 preto peão · c5 preto peão · d5 preto peão · e5 branco bispo · h5 preto cavalo · f4 branco peão · b3 branco peão · d3 branco bispo · e3 branco peão · a2 branco peão · c2 branco peão · d2 branco peão · e2 branco rainha · g2 branco peão · h2 branco peão · a1 branco torre · f1 branco torre · g1 branco rei | a8 preto torre · f8 preto torre · g8 preto rei · b7 preto bispo · e7 preto bispo · f7 preto peão · g7 preto peão · h7 preto peão · a6 preto peão · b6 preto peão · c6 preto rainha · e6 preto peão · c5 preto peão · d5 preto peão · e5 branco bispo · h5 preto cavalo · f4 branco peão · b3 branco peão · d3 branco bispo · e3 branco peão · a2 branco peão · c2 branco peão · d2 branco peão · e2 branco rainha · g2 branco peão · h2 branco peão · a1 branco torre · f1 branco torre · g1 branco rei | a8 preto torre · f8 preto torre · g8 preto rei · b7 preto bispo · e7 preto bispo · f7 preto peão · g7 preto peão · h7 preto peão · a6 preto peão · b6 preto peão · c6 preto rainha · e6 preto peão · c5 preto peão · d5 preto peão · e5 branco bispo · h5 preto cavalo · f4 branco peão · b3 branco peão · d3 branco bispo · e3 branco peão · a2 branco peão · c2 branco peão · d2 branco peão · e2 branco rainha · g2 branco peão · h2 branco peão · a1 branco torre · f1 branco torre · g1 branco rei | a8 preto torre · f8 preto torre · g8 preto rei · b7 preto bispo · e7 preto bispo · f7 preto peão · g7 preto peão · h7 preto peão · a6 preto peão · b6 preto peão · c6 preto rainha · e6 preto peão · c5 preto peão · d5 preto peão · e5 branco bispo · h5 preto cavalo · f4 branco peão · b3 branco peão · d3 branco bispo · e3 branco peão · a2 branco peão · c2 branco peão · d2 branco peão · e2 branco rainha · g2 branco peão · h2 branco peão · a1 branco torre · f1 branco torre · g1 branco rei | a8 preto torre · f8 preto torre · g8 preto rei · b7 preto bispo · e7 preto bispo · f7 preto peão · g7 preto peão · h7 preto peão · a6 preto peão · b6 preto peão · c6 preto rainha · e6 preto peão · c5 preto peão · d5 preto peão · e5 branco bispo · h5 preto cavalo · f4 branco peão · b3 branco peão · d3 branco bispo · e3 branco peão · a2 branco peão · c2 branco peão · d2 branco peão · e2 branco rainha · g2 branco peão · h2 branco peão · a1 branco torre · f1 branco torre · g1 branco rei | a8 preto torre · f8 preto torre · g8 preto rei · b7 preto bispo · e7 preto bispo · f7 preto peão · g7 preto peão · h7 preto peão · a6 preto peão · b6 preto peão · c6 preto rainha · e6 preto peão · c5 preto peão · d5 preto peão · e5 branco bispo · h5 preto cavalo · f4 branco peão · b3 branco peão · d3 branco bispo · e3 branco peão · a2 branco peão · c2 branco peão · d2 branco peão · e2 branco rainha · g2 branco peão · h2 branco peão · a1 branco torre · f1 branco torre · g1 branco rei | a8 preto torre · f8 preto torre · g8 preto rei · b7 preto bispo · e7 preto bispo · f7 preto peão · g7 preto peão · h7 preto peão · a6 preto peão · b6 preto peão · c6 preto rainha · e6 preto peão · c5 preto peão · d5 preto peão · e5 branco bispo · h5 preto cavalo · f4 branco peão · b3 branco peão · d3 branco bispo · e3 branco peão · a2 branco peão · c2 branco peão · d2 branco peão · e2 branco rainha · g2 branco peão · h2 branco peão · a1 branco torre · f1 branco torre · g1 branco rei | 2 |
| 1 | a8 preto torre · f8 preto torre · g8 preto rei · b7 preto bispo · e7 preto bispo · f7 preto peão · g7 preto peão · h7 preto peão · a6 preto peão · b6 preto peão · c6 preto rainha · e6 preto peão · c5 preto peão · d5 preto peão · e5 branco bispo · h5 preto cavalo · f4 branco peão · b3 branco peão · d3 branco bispo · e3 branco peão · a2 branco peão · c2 branco peão · d2 branco peão · e2 branco rainha · g2 branco peão · h2 branco peão · a1 branco torre · f1 branco torre · g1 branco rei | a8 preto torre · f8 preto torre · g8 preto rei · b7 preto bispo · e7 preto bispo · f7 preto peão · g7 preto peão · h7 preto peão · a6 preto peão · b6 preto peão · c6 preto rainha · e6 preto peão · c5 preto peão · d5 preto peão · e5 branco bispo · h5 preto cavalo · f4 branco peão · b3 branco peão · d3 branco bispo · e3 branco peão · a2 branco peão · c2 branco peão · d2 branco peão · e2 branco rainha · g2 branco peão · h2 branco peão · a1 branco torre · f1 branco torre · g1 branco rei | a8 preto torre · f8 preto torre · g8 preto rei · b7 preto bispo · e7 preto bispo · f7 preto peão · g7 preto peão · h7 preto peão · a6 preto peão · b6 preto peão · c6 preto rainha · e6 preto peão · c5 preto peão · d5 preto peão · e5 branco bispo · h5 preto cavalo · f4 branco peão · b3 branco peão · d3 branco bispo · e3 branco peão · a2 branco peão · c2 branco peão · d2 branco peão · e2 branco rainha · g2 branco peão · h2 branco peão · a1 branco torre · f1 branco torre · g1 branco rei | a8 preto torre · f8 preto torre · g8 preto rei · b7 preto bispo · e7 preto bispo · f7 preto peão · g7 preto peão · h7 preto peão · a6 preto peão · b6 preto peão · c6 preto rainha · e6 preto peão · c5 preto peão · d5 preto peão · e5 branco bispo · h5 preto cavalo · f4 branco peão · b3 branco peão · d3 branco bispo · e3 branco peão · a2 branco peão · c2 branco peão · d2 branco peão · e2 branco rainha · g2 branco peão · h2 branco peão · a1 branco torre · f1 branco torre · g1 branco rei | a8 preto torre · f8 preto torre · g8 preto rei · b7 preto bispo · e7 preto bispo · f7 preto peão · g7 preto peão · h7 preto peão · a6 preto peão · b6 preto peão · c6 preto rainha · e6 preto peão · c5 preto peão · d5 preto peão · e5 branco bispo · h5 preto cavalo · f4 branco peão · b3 branco peão · d3 branco bispo · e3 branco peão · a2 branco peão · c2 branco peão · d2 branco peão · e2 branco rainha · g2 branco peão · h2 branco peão · a1 branco torre · f1 branco torre · g1 branco rei | a8 preto torre · f8 preto torre · g8 preto rei · b7 preto bispo · e7 preto bispo · f7 preto peão · g7 preto peão · h7 preto peão · a6 preto peão · b6 preto peão · c6 preto rainha · e6 preto peão · c5 preto peão · d5 preto peão · e5 branco bispo · h5 preto cavalo · f4 branco peão · b3 branco peão · d3 branco bispo · e3 branco peão · a2 branco peão · c2 branco peão · d2 branco peão · e2 branco rainha · g2 branco peão · h2 branco peão · a1 branco torre · f1 branco torre · g1 branco rei | a8 preto torre · f8 preto torre · g8 preto rei · b7 preto bispo · e7 preto bispo · f7 preto peão · g7 preto peão · h7 preto peão · a6 preto peão · b6 preto peão · c6 preto rainha · e6 preto peão · c5 preto peão · d5 preto peão · e5 branco bispo · h5 preto cavalo · f4 branco peão · b3 branco peão · d3 branco bispo · e3 branco peão · a2 branco peão · c2 branco peão · d2 branco peão · e2 branco rainha · g2 branco peão · h2 branco peão · a1 branco torre · f1 branco torre · g1 branco rei | a8 preto torre · f8 preto torre · g8 preto rei · b7 preto bispo · e7 preto bispo · f7 preto peão · g7 preto peão · h7 preto peão · a6 preto peão · b6 preto peão · c6 preto rainha · e6 preto peão · c5 preto peão · d5 preto peão · e5 branco bispo · h5 preto cavalo · f4 branco peão · b3 branco peão · d3 branco bispo · e3 branco peão · a2 branco peão · c2 branco peão · d2 branco peão · e2 branco rainha · g2 branco peão · h2 branco peão · a1 branco torre · f1 branco torre · g1 branco rei | 1 |
|   | a | b | c | d | e | f | g | h |   |

O sacrifício de ambos os Bispos é um recurso utilizado para a abrir colunas sobre o Rei adversário, normalmente executado na ala do Rei. É um sacrifício ativo, no qual o atacante captura os peões das colunas g e h, abrindo espaço para uma sucessão de xeques da Dama e Torres. O primeiro registro ocorreu na partida Lasker-Bauer (Amsterdan-1899).
1.f4 d5 2.e3 Cf6 3.b3 e6 4.Bb2 Be7 5.Bd3 b6 6.Cc3 Bb7 7.Cf3 Cbd7 8.O-O O-O 9.Ce2 c5 10.Cg3 Dc7 11.Ce5 Cxe5 12.Bxe5 Dc6 13.De2 a6?? 14.Ch5 Cxh5 15.Bxh7+ Rxh7 16.Dxh5+ Rg8 17.Bxg7 Rxg7 18.Dg4+ Rh7 19.Tf3 e5 20.Th3+ Dh6 21.Txh6+ Rxh6 22.Dd7 Bf6 23.Dxb7 Rg7 24.Tf1 Tab8 25.Dd7 Tfd8 26.Dg4+ Rf8 27.fxe5 Bg7 28.e6 Tb7 29.Dg6 f6 30.Txf6+ Bxf6 31.Dxf6+ Re8 32.Dh8+ Re7 33.Dg7+ Rxe6 34. Dxb7 Td6 35. Dxa6 d4 36. exd4 cxd4 37. h4 d3 38. Dxd3 e as pretas abandonam.